# Сыктывкар
Сыктывка́р (с коми — «город на (реке) Сысоле»; до 1930 года — Усть-Сысольск) — город республиканского значения, столица Республики Коми в России. Административный центр городского округа «Сыктывкар».
В Сыктывкаре находятся региональные органы государственной власти Республики Коми, территориальные структуры федеральных органов власти, штаб-квартиры региональных коммерческих организаций и общественных объединений.
Город расположен на левом берегу реки Вычегды в месте впадения Сысолы.
В городе работает международный аэропорт, железнодорожный вокзал, автовокзал.
В 2012 году город занял 129-е место (из 165) в рейтинге привлекательности городской среды проживания (обитания) с индексом 26,91. В 2013 году — 128-е место с индексом 27,55.
По данным индекса качества городской среды за 2023 год (актуальные на апрель 2024 года), Сыктывкар занял 4-е место среди городов Республики Коми с показателем 211 баллов.

## Этимология
Город сменил несколько официальных и неофициальных, но закрепившихся за ним в народе имён: Усть-Сысола, Усть-Сысольск, Сыктывдин, Сыктывдинпом, Сыктывдинкар, Сыктывкар и даже просто Кар (то есть «Город» — других городов в Республике Коми тогда не было); чуть было не стал Владимиром-Лениным (в 1924 году), или Иосифом-Сталиным (в 1930-е).
В 1780 году, по Указу Екатерины Великой, погост Усть-Сысола был преобразован в город и назван «Усть-Сысольск».
Местное коми-зырянское население перевело компоненты этого названия на свой язык и называло город Сыктывдин, где Сыктыв — принятое у коми название реки Сысолы, а дін (или дын) на языке коми — «около» (пространство, прилегающее к чему-либо), то есть «место около (реки) Сысолы».
В 1930 году, когда отмечалось 150-летие города, город Усть-Сысольск был переименован в город Сыктывкар (на языке коми Сыктыв — «Сысола», кар — «город»), что означает «город на (реке) Сысоле».

### Сыктывкар в топонимах и ономастике
Улица Сыктывкарская есть в Петрозаводске (в том числе три одноимённых автобусных остановки) и Кривом Роге.
В Ухте есть торговый центр «Сыктывкар» (ул. Юбилейная, 13). В самом Сыктывкаре есть гостиница «Сыктывкар» (ул. Коммунистическая, 67).
Для перевозки пассажиров на реке Сысоле и Вычегде используется самоходный речной теплоход «Усть-Сысольск».

## Физико-географическая характеристика

### Географическое положение
Город расположен в юго-западной части Республики Коми на левом берегу реки Сысолы в месте её впадения в Вычегду, в 1003 км к северо-востоку от Москвы (1264 км по автодорогам).
Граничит с Сыктывдинским и Корткеросским районами.
| С-З | Архангельск ~ 800 км                                                                                                 | Нарьян-Мар ~ 997 км | | С-В |
| З   | Вологда ~ 820 км Петрозаводск ~ 1347 км Санкт-Петербург ~ 1463 км                                                    | Роза ветров | | В   |
| Ю-З | Нижний Новгород ~ 874 км Кострома ~ 932 км Ярославль ~ 1011 км Владимир ~ 1101 км Москва ~ 1264 км Воронеж ~ 1590 км | Киров ~ 414 км Ижевск ~ 727 км Казань ~ 788 км Самара ~ 1131 км Саратов ~ 1394 км Волгоград ~ 1757 км Ростов-на-Дону ~ 2067 км Краснодар ~ 2340 км | Пермь ~ 629 км Екатеринбург ~ 981 км Уфа ~ 998 км Челябинск ~ 1158 км Тюмень ~ 1285 км Омск ~ 1899 км Новосибирск ~ 2539 км Красноярск ~ 3315 км | Ю-В |

### Часовой пояс
Сыктывкар находится в часовой зоне МСК (московское время). Смещение применяемого времени относительно UTC составляет +3:00.
В соответствии с применяемым временем и географической долготой средний солнечный полдень в Сыктывкаре наступает в 11:37.

### Климат
- Среднегодовая температура — +1,3 °C.
- Среднегодовая скорость ветра — 2,6 м/с.
- Среднегодовая влажность воздуха — 77 %.

Климат Сыктывкара умеренно континентальный, с непродолжительным, но довольно тёплым летом, и довольно холодной долгой зимой. Заморозки возможны даже в июле, а осень и весна холодные и долгие. Город Сыктывкар приравнен к районам Крайнего Севера.
| Показатель                    | Янв.  | Фев.  | Март  | Апр.  | Май  | Июнь | Июль | Авг. | Сен. | Окт.  | Нояб. | Дек.  | Год   |
| ----------------------------- | ----- | ----- | ----- | ----- | ---- | ---- | ---- | ---- | ---- | ----- | ----- | ----- | ----- |
| Абсолютный максимум, °C       | 3,8   | 5,3   | 13,2  | 26,7  | 31,8 | 35,3 | 34,4 | 34,6 | 27,5 | 20,4  | 10,6  | 5     | 35,3  |
| Средний суточный максимум, °C | −10,8 | −8,6  | −0,5  | 7,1   | 14,6 | 20,6 | 23,2 | 18,8 | 12,3 | 4,3   | −4,2  | −8,6  | 5,7   |
| Средняя температура, °C       | −14,2 | −12,4 | −5,1  | 1,8   | 8,5  | 14,8 | 17,5 | 13,7 | 8,1  | 1,7   | −6,8  | −11,7 | 1,3   |
| Средний суточный минимум, °C  | −17,8 | −16,1 | −9,3  | −2,8  | 3,3  | 9,4  | 12,4 | 9,3  | 4,7  | −0,6  | −9,5  | −15   | −2,7  |
| Абсолютный минимум, °C        | −46,6 | −45,4 | −38,8 | −27,3 | −15  | −5   | −0,3 | −2,1 | −8,6 | −29,6 | −43,5 | −46   | −46,6 |
| Норма осадков, мм             | 41    | 31    | 31    | 33    | 49   | 74   | 73   | 75   | 57   | 59    | 52    | 46    | 621   |
| Источник: Погода и климат     |       |       |       |       |      |      |      |      |      |       |       |       |       |

### Растительность
Значительная часть территории города покрыта таёжными, преимущественно хвойными лесами подзоны средней тайги из ели и сосны с примесью пихты и берёзы, реже — осины. Еловые леса приурочены к водоразделам, где распространены валунные суглинки. На боровых террасах и в полосе развития флювиогляциальных отложений произрастают сосновые леса. В долинах некоторых рек распространены лиственные леса. Около 2,5 % территории занято болотами.
Лесная растительность, образовавшая зелёную зону вокруг Сыктывкара, занимает 51,1 тыс. га. В настоящее время зелёная зона города почти в 1,5 раза превышает установленный норматив.
В Сыктывкаре имеется четыре парка: Мичуринский, Кировский, «Беличий парк» и парк «Строитель», а также ряд скверов, садов и аллей.

### Экология
В Сыктывкаре находится около 40 крупных предприятий, среди которых самым вредным с точки зрения экологии является крупнейшее лесообрабатывающее предприятие в России — «Сыктывкарский ЛПК». С начала XXI века предприятие стало внедрять новые технологии, позволяющие уменьшить уровень отходов и вредных веществ, выбрасываемых в атмосферу. Так, на комбинате больше не используют хлор, а отбелку хвойного потока производят бесхлорным способом, запустив специальный цех.
Другим «вредным» предприятием является компания «Комитекс» — производитель нетканых материалов и синтетических волокон.

## История

### Основание
Первоначальное заселение территории современного Сыктывкара началось в глубокой древности. В северо-восточных окрестностях города между селом Озёл и посёлком Седкыркещ, на берегу озера Эньты, открыты древние поселения, относящиеся к эпохе неолита (новый каменный век — III тыс. до н. э.).
Известен могильник X века Изкар — «каменный город» (из — «камень, каменный»; кар — «город») в районе Тентюково.

### XVI—XVII века
История будущего Сыктывкара начинается с XVI века с зырянского поселения Сысольское (Сектывдын по-зырянски), основанного людьми, пришедшими из находившихся выше по Сысоле селений. С 1608 погост Усть-Сысольск.
Заселение местности шло быстро, так как этому способствовало удобное географическое положение селения: слияние двух судоходных рек Вычегды и Сысолы, представлявших в то время большой водный путь, связывающий территорию нынешней Республики Коми с районами Сибири и Прикамья сначала «волоками», а позднее и специально построенным Северным Екатерининским каналом на территории нынешнего Усть-Куломского района Республики Коми.
В атласе Ортелиуса 1570 года на месте современного Сыктывкара стоит населённый пункт Пермевелиск.
Впервые упоминался в Яренской сотной писцовой книге в 1586 году как погост Усть-Сысола, находившийся при впадении реки Сысолы в Вычегду. Здесь располагались деревянная церковь св. Георгия и 9 дворов: 3 двора церковного причта и «врозни» (вразброс) 6 крестьянских дворов. Погост насчитывал 48 жителей. Близ погоста, на территории современного города находились починки Каменный, Емовский, Ерёминский, Ивановский, Фёдоровский, Каменистый, Ивана Вежова, вдовы Ориньицы, Боровинка, Ильинский, Гудниково, деревня Петровская с починком Фроловским, слобода Шульгина. Всего в них насчитывалось 25 жилых и 6 пустых дворов.
По мнению историка Михаила Рогачёва, к 1586 году погост Усть-Сысольск уже был административным и церковным центром прихода, так как в нём находился старейший храм Усть-Сысольска, деревянный, построенный срубом.

### XVIII—XX века
Именным указом Екатерины II от 25 января (5 февраля) 1780 года образовано Вологодское наместничество в составе девятнадцати уездов, среди которых был Усть-Сысольский; в связи с этим село Усть-Сысола было преобразовано в уездный город Усть-Сысольск. По данным генерального межевания, в это время в городе насчитывалось 324 дома, в которых проживало 1727 человек.
10 (21) февраля 1780 года состоялось торжественное основание нового города. 10 (21) сентября 1780 года в доме купца Суханова в присутствии важных губернских чиновников из Вологды состоялось торжественное «открытие» нового города со званым обедом. Торжества оповещались праздничным колокольным звоном Троицкого собора. 2 (13) октября 1780 года был утверждён герб Усть-Сысольска, представлявший рисунок, в нижней половине которого изображался лежащий в берлоге медведь («в знак того, что такого рода зверей в окрестностях сего города находится довольно»).
В 1784 году к уездному городу присоединили близлежащие селения — Кируль, Подгорье, Половину, Кокулькар, Тентюковгрезд, Микулсикт и несколько других. В 1795 году в Усть-Сысольске было 1753 купца и мещанина. В 1833 году имелось 487 дворов, 4 церкви, духовное училище с 45 учениками, больница на 6 коек, 2390 человек населения, «самая большая часть их — зыряне».
В течение XIX века Усть-Сысольск превратился в большой торговый центр на Севере. Здесь сходятся торговые пути с Печоры, Перми и Вятки. В 1858 году в городе проживало 3167 человек.

Русский писатель Павел Владимирович Засодимский, посетивший город в 1876 году, в своём очерке «Лесная сказка» описывает так:
«Усть-Сысольск переименован из волости в город без малого сто лет назад.<…> Нет в Усть-Сысольске ни городского сада, ни бульвара, улицы не мощёны и освещаются по ночам лишь светом небесных светил, во всякую пору дня и ночи по улицам бродят лошади и слоняются целые стада овец».

### В составе СССР

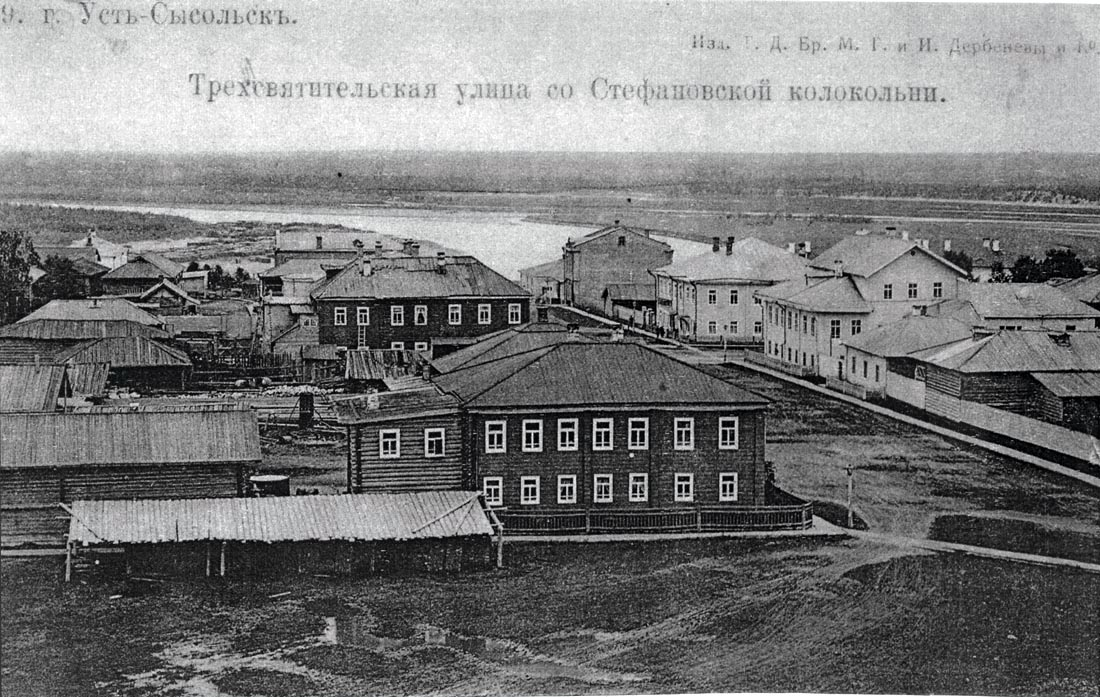
Усть-Сысольск в начале XX века — Трёхсвятительская улица

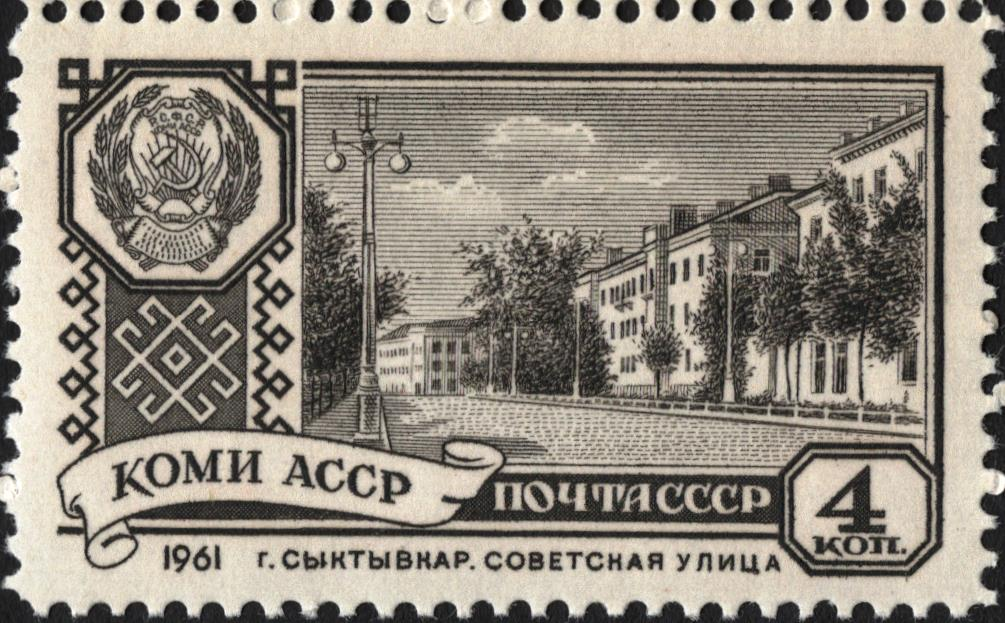
Почтовая марка СССР. Столицы автономных советских социалистических республик. Коми АССР. Сыктывкар, Советская улица.

В соответствии с декретом ВЦИК от 22 августа 1921 года Усть-Сысольск стал административным центром вновь образованной Автономной области Коми (Зырян).
В феврале 1924 года на общегородском собрании коммунистов секретарём Областного комитета РКП(б) Автономной области Коми (Зырян) Афанасием Чирковым предложено переименовать Усть-Сысольск во «Владимир-Ленин». Несмотря на исходившее от самого секретаря обкома пожелание и поддержку коммунистов, переименования не произошло.
Постановлением Президиума ЦИК СССР от 26 марта 1930 года в честь 150-летия присвоения статуса города Усть-Сысольску было присвоено название на языке коми — Сыктывкар.
В 1930 году в городе действовали лесозавод, типография, электростанция, образовательные учреждения с 1667 учащимися, лечебные учреждения (173 койки), 17 торговых заведений.
С 5 декабря 1936 года Сыктывкар — столица Коми АССР (ныне Республика Коми).
1959 год — по переписи население Сыктывкара составило 64 000 человек.
В 1989 году в Сыктывкаре проживало 242 тысяч человек, из них в самом городе — 225,8 тысяч (в том числе в Эжвинском районе — 57,6 тысяч), Верхней Максаковке — 4300 человек, в Верхнем Мыртыю — 289, в Выльтыдоре — 690, в Краснозатонском — 9100, в Седкыркеще — 2412, в Трехозёрке — 491 человек.

### После распада СССР
Церковь Христа-Спасителя Евангельских Христиан-баптистов построили в Сыктывкаре в 1995 году. Это один из крупнейших протестантских храмов в СНГ.
В 2009 году для театра построили новое здание.

## Население
Ежегодный естественный рост населения в Сыктывкаре составляет +1,4 %. С 1995 по 2007 год эти показатели были отрицательными.
Сыктывкар привлекает не только жителей республики, но и соседних регионов. За период с 2006 по 2016 население города увеличилось на 15 тысяч человек.
| 1782     | 1795     | 1825     | 1833     | 1840     | 1847     | 1856     | 1863     | 1867     | 1870     |
| -------- | -------- | -------- | -------- | -------- | -------- | -------- | -------- | -------- | -------- |
| 1727     | ↗1753    | ↗2258    | ↗2393    | ↗3113    | ↗3212    | ↘3093    | ↗3477    | ↗3539    | ↗3570    |
| 1885     | 1897     | 1910     | 1913     | 1920     | 1923     | 1926     | 1931     | 1933     | 1937     |
| ↗4225    | ↗4464    | ↗5260    | ↗5600    | ↘2813    | ↗4217    | ↗5068    | ↗7694    | ↗17 200  | ↗18 260  |
| 1939     | 1959     | 1967     | 1970     | 1973     | 1975     | 1976     | 1979     | 1982     | 1985     |
| ↗25 281  | ↗64 461  | ↗102 000 | ↗125 088 | ↗142 000 | ↗158 000 | →158 000 | ↗170 980 | ↗186 000 | ↗205 000 |
| 1987     | 1989     | 1990     | 1991     | 1992     | 1993     | 1994     | 1995     | 1996     | 1997     |
| ↗224 000 | ↗232 117 | ↘222 000 | ↗224 000 | ↗226 000 | →226 000 | ↗227 000 | ↗229 000 | →229 000 | ↗230 000 |
| 1998     | 1999     | 2000     | 2001     | 2002     | 2003     | 2004     | 2005     | 2006     | 2007     |
| →230 000 | ↗230 900 | ↘229 700 | ↘227 700 | ↗230 011 | ↘229 000 | ↘228 500 | ↗228 900 | ↗229 300 | ↘229 200 |
| 2008     | 2009     | 2010     | 2011     | 2012     | 2013     | 2014     | 2015     | 2016     | 2017     |
| ↗231 000 | ↗232 961 | ↗235 006 | ↗240 112 | ↘238 586 | ↗240 111 | ↗241 982 | ↗242 718 | ↗243 536 | ↗244 646 |
| 2018     | 2019     | 2020     | 2021     | 2023     | 2024     | 2025     |          |          |          |
| ↗245 083 | ↘244 797 | ↘244 403 | ↘220 580 | ↘220 042 | ↘219 685 | ↘219 094 |          |          |          |

На 1 января 2025 года по численности населения город находился на 91-м месте из 1124 городов Российской Федерации.

### Национальный состав
Сыктывкар — многонациональный город. В нём проживают представители более 70 национальностей. В городе действуют различные национальные общества:
| Национальности | 1926  | 1926 | 1939   | 1939 | 1959   | 1959 | 1989    | 1989 | 2002    | 2002 | 2010    | 2010 |
| Национальности | число | %    | число  | %    | число  | %    | число   | %    | число   | %    | число   | %    |
| -------------- | ----- | ---- | ------ | ---- | ------ | ---- | ------- | ---- | ------- | ---- | ------- | ---- |
| Всего          | 5068  | 100  | 25 281 | 100  | 64 461 | 100  | 234 903 | 100  | 245 768 | 100  | 250 900 | 100  |
| русские        | 1511  | 29,8 | 7079   | 28,0 | 23 186 | 36,0 | 127 619 | 54,3 | 143 453 | 58,4 | 165 594 | 66,0 |
| коми           | 3486  | 68,8 | 17 106 | 67,7 | 32 428 | 50,3 | 79 011  | 33,6 | 75 140  | 30,6 | 64 983  | 25,9 |
| украинцы       | 89    | 1,7  | 520    | 2,1  | 2588   | 4,0  | 11 213  | 4,8  | 9600    | 3,9  | 7025    | 2,8  |
| немцы          | 89    | 1,7  | 101    | 0,4  | 2836   | 4,4  | 4089    | 1,8  | 3382    | 1,4  | -       | -    |
| белорусы       | 89    | 1,7  | 196    | 0,8  | 781    | 1,2  | 3551    | 1,5  | 2989    | 1,2  | 2258    | 0,9  |
| татары         | 89    | 1,7  | 48     | 0,2  | …      | …    | 1644    | 0,7  | 1474    | 0,6  | 1505    | 0,6  |
| прочие         | 89    | 1,7  | 231    | 0,9  | 2642   | 4,1  | 7779    | 3,3  | 9660    | 3,9  | 10 287  | 4,1  |

За последние 100 лет процентное соотношение проживающих в Сыктывкаре русских и коми поменялось. Так, в 1926 году жителей коми национальности проживало в Сыктывкаре 68,8 %, русских — 29,8 %. Это связано с высокой миграцией, когда в Коми насильно заселяли ссыльных политических заключённых.

### Языковой состав
Родной язык населения по данным переписи 1897 года:
| Язык                         | Численность, чел. | Доля     |
| ---------------------------- | ----------------- | -------- |
| Коми-зырянский («зырянский») | 3 699             | 82,86 %  |
| Русский («великорусский»)    | 731               | 16,38 %  |
| Другие                       | 34                | 0,76 %   |
| Итого                        | 4 464             | 100,00 % |

В настоящее время официальными и основными языками города являются коми и русский.

## Органы власти

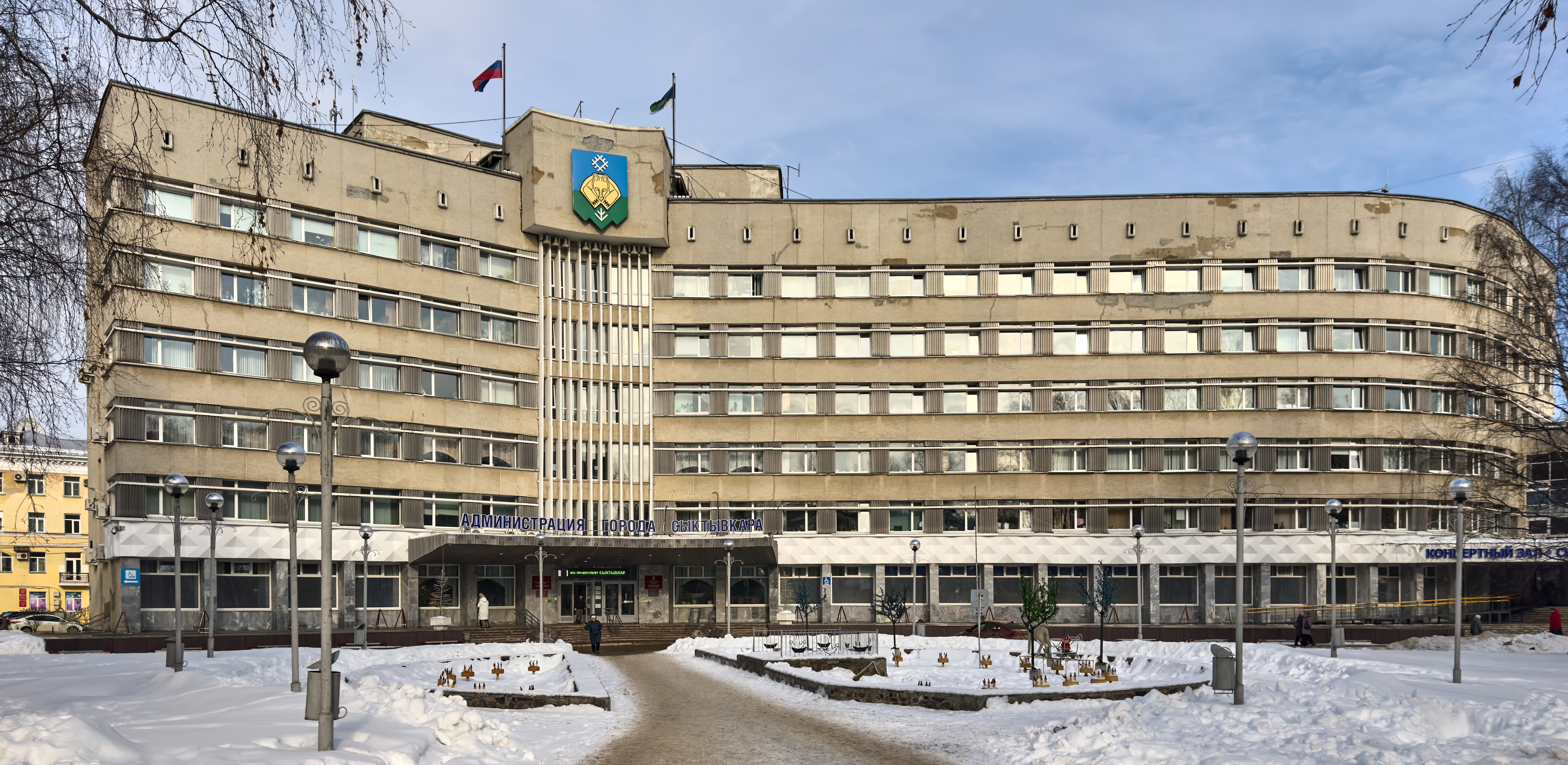
Здание горсовета

В соответствии со ст. 25 Устава МО ГО «Сыктывкар» структуру органов местного самоуправления составляют:
- Совет МО ГО «Сыктывкар»;
- Глава МО ГО «Сыктывкар» — руководитель администрации МО ГО «Сыктывкар»;
- Администрация МО ГО «Сыктывкар»;
- Администрация Эжвинского района МО ГО «Сыктывкар»;
- Контрольно-счётная палата городского округа.

### Руководители городской администрации Сыктывкара
Глава МО ГО «Сыктывкар» — руководитель администрации осуществляет руководство деятельностью администрации муниципального образования, её отраслевых (функциональных) и территориальных органов по решению всех вопросов, отнесённых к компетенции администрации МО ГО «Сыктывкар».
| ссылка                                                              | Каракчиев Анатолий Алексеевич  | 14 марта 1990 — декабрь 1991                               | председатель исполкома Сыктывкарского городского Совета народных депутатов |
| ссылка                                                              | Каракчиев Анатолий Алексеевич  | декабрь 1991 — 10 июля 1994                                | глава администрации МО «Город Сыктывкар»                                   |
| ссылка                                                              | Каракчиев Сергей Афанасьевич   | 10 июля 1994 — 8 августа 1997                              | глава администрации МО «Город Сыктывкар»                                   |
| ссылка                                                              | Борисов Евгений Николаевич     | 8 августа 1997 — 22 января 2002                            | глава администрации МО «Город Сыктывкар»                                   |
| ссылка                                                              | Чуткин Анатолий Николаевич     | 28 января — 6 марта 2002                                   | и. о. главы администрации                                                  |
| ссылка                                                              | Катунин Сергей Михайлович      | 6 марта 2002 — июнь 2005 (формально до декабря 2005)       | глава администрации МО «Город Сыктывкар»                                   |
|                                                                     | Эпштейн Александр Давидович    | июнь — декабрь 2005                                        | и. о. главы администрации                                                  |
|                                                                     | Чуткин Анатолий Николаевич     | декабрь 2005 — январь 2006                                 | и. о. главы администрации                                                  |
| ссылка                                                              | Зенищев Роман Валерьевич       | январь — 31 марта 2006                                     | и. о. главы администрации                                                  |
| ссылка                                                              | Зенищев Роман Валерьевич       | 31 марта 2006 — 26 мая 2006                                | глава администрации МО «Город Сыктывкар»                                   |
| ссылка                                                              | Зенищев Роман Валерьевич       | 26 мая 2006 — 28 марта 2011                                | глава администрации МО ГО «Сыктывкар»                                      |
|                                                                     | Поздеев Иван Александрович     | февраль — 20 апреля 2011                                   | и. о. главы администрации                                                  |
| 20 апреля 2011 — 25 сентября 2015 # (формально до 28 сентября 2015) | Поздеев Иван Александрович     | глава администрации МО ГО «Сыктывкар»                      |                                                                            |
|                                                                     | Османов Магомед Нурмагомедович | 1 октября — 17 ноября 2015                                 | и. о. главы администрации                                                  |
|                                                                     | Самоделкин Андрей Николаевич   | 18 ноября 2015 — 17 ноября 2016                            | глава администрации МО ГО «Сыктывкар»                                      |
|                                                                     | Голдин Владимир Борисович      | 18 ноября 2016 — 28 марта 2017                             | и. о. главы администрации                                                  |
| 3 — 28 марта 2017                                                   | Голдин Владимир Борисович      | и. о. главы МО ГО «Сыктывкар» — руководителя администрации |                                                                            |
|                                                                     | Козлов Валерий Владимирович    | 28 марта 2017 — 5 июля 2019                                | глава МО ГО «Сыктывкар» — руководитель администрации                       |
| ссылка                                                              | Хозяинова Наталья Семёновна    | 5 июля — 10 декабря 2019                                   | и. о. главы МО ГО «Сыктывкар» — руководителя администрации                 |
| ссылка                                                              | Хозяинова Наталья Семёновна    | 10 декабрь 2019 — 11 августа 2022                          | глава МО ГО «Сыктывкар» — руководитель администрации                       |
| ссылка                                                              | Голдин Владимир Борисович      | 11 августа 2022 — по настоящее время                       | и. о. главы МО ГО «Сыктывкар» — руководителя администрации                 |

### Председатели городского совета Сыктывкара
Совет МО ГО «Сыктывкар» — представительный орган муниципального образования, состоящий из 30 депутатов, избираемых сроком на 5 лет.
|                                  | Сальников Анатолий Васильевич  | 14 марта 1990—1992                            | председатель Сыктывкарского Совета народных депутатов                |
|                                  | Писцов Анатолий Петрович       | 1992 — март 1999                              | председатель Сыктывкарского городского совета народных депутатов     |
|                                  | Гончаренко Василий Анатольевич | 16 апреля 1999 — 6 мая 2003                   | председатель Совета МО «Город Сыктывкар»                             |
|                                  | Пыстин Владимир Тихонович      | 6 мая 2003 — 25 марта 2005                    | председатель Совета МО «Город Сыктывкар»                             |
| 105×105пкс                       | Жиделева Валентина Васильевна  | 28 марта — 16 декабря 2005                    | и. о. председателя Совета                                            |
|                                  | Ивкин Сергей Николаевич        | 16 декабря 2005 — март 2007                   | председатель Совета МО «Город Сыктывкар»                             |
| март 2007 — 25 марта 2011        | Ивкин Сергей Николаевич        | глава МО ГО «Сыктывкар» — председатель Совета |                                                                      |
|                                  | Курсаков Николай Викторович    | 25 марта 2011 — 23 декабря 2013               | глава МО ГО «Сыктывкар» — председатель Совета                        |
|                                  | Жариков Владимир Сергеевич     | 23 декабря 2013 — 12 февраля 2014             | исполняющий полномочия главы МО ГО «Сыктывкар» — председателя Совета |
| 12 февраля 2014 — 1 октября 2015 | Жариков Владимир Сергеевич     | глава МО ГО «Сыктывкар» — председатель Совета |                                                                      |
|                                  | Козлов Валерий Владимирович    | 1 октября 2015 — 3 марта 2017                 | глава МО ГО «Сыктывкар» — председатель Совета                        |
| ссылка                           | Дю Анна Феликсовна             | 3 марта — 25 мая 2017                         | исполняющая полномочия председателя МО ГО «Сыктывкар»                |
| ссылка                           | Дю Анна Феликсовна             | 25 мая 2017 — по настоящее время              | председатель Совета МО ГО «Сыктывкар»                                |

### Иные государственные учреждения
В Сыктывкаре как столице Республики Коми расположены государственные учреждения исполнительной и законодательной власти Республики Коми (Государственный Совет Республики Коми,Правительство Республики Коми), судебной системы Российской Федерации, территориальных структур федеральных органов власти.

## Административно-территориальное деление

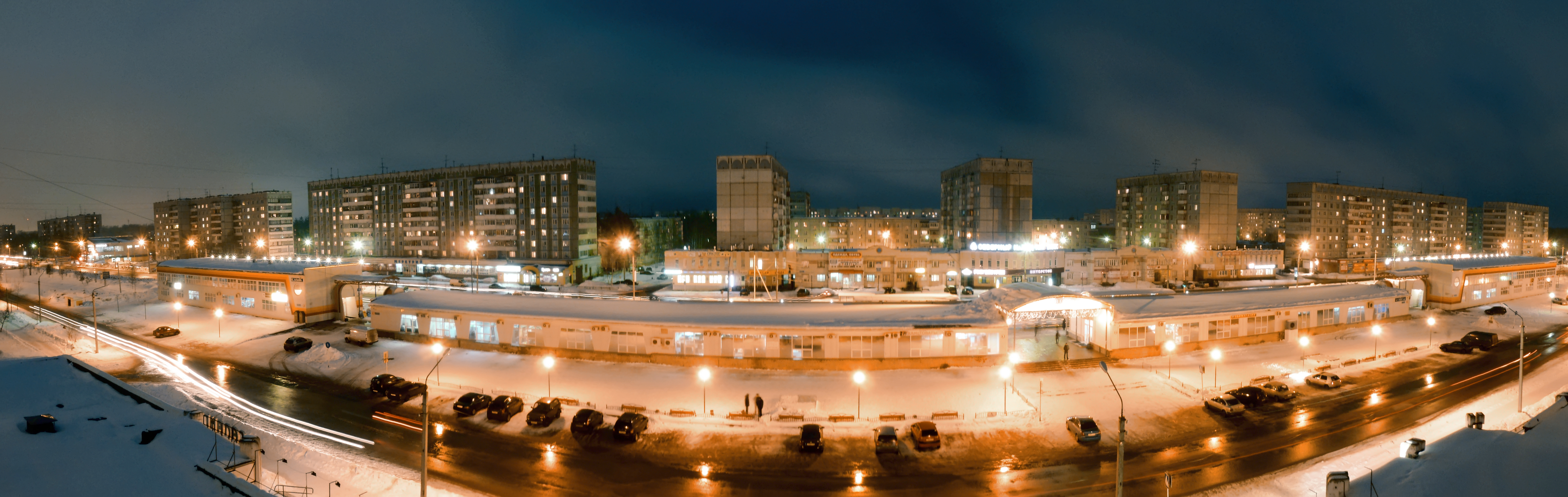
Эжвинский район Сыктывкара

Территориальными единицами Сыктывкара являются сам город Сыктывкар, посёлки городского типа и посёлки сельского типа, имеющие границы, закреплённые правовыми актами города.
Официально Сыктывкар имеет один обособленный район — Эжвинский, который находится на расстоянии 14 километров от центра города. Эжвинский район — промышленный центр, в котором находится один из крупнейших лесопромышленных комплексов Европы — Сыктывкарский ЛПК. Есть и другие районы города, не имеющие статус официального района города и своей администрации:
- Центральный район — охватывает центр города, в нём много административных зданий, жилых комплексов, культурных заведений.
- Октябрьский район;
- район Орбита;
- Юго-Западный район;
- район Давпон;
- район Лесозавод.

### Местечки
В городе есть и так называемые местечки, не являющиеся самостоятельными административными районами города: Верхний Чов, Нижний Чов, Заречье, Дырнос, Кируль, Койты, Кочпон, Чит, Красная Гора, Париж, Строитель, Тентюково, Човью.

#### Париж
Старое название части Сыктывкара в районе улицы Кутузова.
Согласно составленному в 1783 плану развития Усть-Сысольска, центральная часть города ограничивалась небольшим валом и рвом; возможно, на месте этого рва образовался позднее овраг, отделявший местечко «Париж» от городского центра.
В феврале 1814 года в Усть-Сысольск прислали сто французских военнослужащих, попавших в плен во время войны с Наполеоном. Пленных (среди которых было немало больных) разместили на северной окраине Усть-Сысольска за старым рвом, в казарме; там же имелся лазарет. Горожане отнеслись к пленным доброжелательно. Французы научились изъясняться по-русски, бывали в гостях у местных жителей, учили их французскому языку, отмечали праздники, а некоторые даже освоили игру на балалайке.
По окончании военных действий и заключения мирного договора военнопленные вернулись во Францию, а за местностью, где находился их лагерь, закрепилось название «Париж».

#### Дырнос
Населённый пункт близ реки Дырнос.
В документе конца XVIII века сообщалось, что «в конце города (Усть-Сысольска) находятся 2 реки — Дырнос и Челваель, на которых 2 обывательские мучные мельницы».
В переписи 1897 года — дача Дырнос, 5 чел. В 1920 году здесь имелся 1 дв., 2 чел.
В списке 1926 года — пос. Дырнос в Козвильской волости.
В конце 1926 года в Дырносе насчитывалось 3 дв., 12 чел. Здесь имелся кустарный кирпичный завод, вырабатывавший 400—450 тыс. штук красного кирпича в год.

#### Заречье
Посёлок на правом берегу Сысолы близ её устья.
Возник в 1930 году, когда здесь были построены одноэтажные дома сплавщиков, кузница и механические мастерские. На их базе был организован затон сплава для ремонта самоходного и несамоходного речного флота, изготовления оборудования и запчастей. Позднее построены судокорпусный и моторосборочный цеха, жилые дома, рабочая столовая, клуб, магазин, детские сады.
В 1935 году мастерские преобразованы в центральные ремонтно-механические мастерские (ЦРММ), предназначенных для обслуживания речного транспорта.
В годы войны организовали большое подсобное хозяйство, снабжавшее овощами и молоком детские сады и столовую.
На 1 июня 1949 года на затоне сплава находилось 142 высланных: 81 немец, 56 «власовцев», 4 раскулаченных, 1 западный украинец.
1 апреля 1961 года ЦРММ преобразованы в Сыктывкарский судоремонтный завод.

#### Лесозавод
Возник при лесопильном заводе в 1920-х гг. Ранее в этих местах существовало отмеченное в переписи 1897 года селение Пыч-Кас-ты (рус.  Озерки). 20 июня 1922 года близ озера Пыщкэс-ты на берегу Сысолы началась разгрузка оборудования для будущего Усть-Сысольского лесозавода. В последующее время началось строительство завода и жилых зданий для рабочих.
1 сентября 1926 года построенная при заводе электростанция дала ток посёлку лесозавода и городу.
В 1936 году здесь жили 2,7 тыс. человек. Имелись: школа, детский сад, ясли, амбулатория, столовая, продовольственный магазин, баня с прачечной. На 1 июня 1949 года здесь находилось 440 высланных: 422 немца, 8 раскулаченных, столько же западных украинцев (ОУНовцев), 2 «власовца».
В 1961 году лесозавод был переименован в Сыктывкарский лесопильно-деревообрабатывающий комбинат (Сыктывкарский ЛДК).
В 1962—1963 годах был построен новый посёлок лесокомбината с поликлиникой и другими объектами; старые здания были разобраны, на этом месте соорудили механизированную биржу для хранения пиломатериалов.
В 1963 году пустили в эксплуатацию железнодорожную ветку от города до лесокомбината.

#### Мясокомбинат
Мясокомбинат был построен в 1930-х на тогдашней окраине города.
По данным В. В. Путинцева, он был введён в эксплуатацию в 1937 году. При комбинате возник посёлок для рабочих. Отмечен в списке 1960 года — пос. Мясокомбинат в черте г. Сыктывкара.

#### Строитель
Отмечен в списке 1956 года — посёлок в Сыктывкарском горсовете в 2 км от центра горсовета. В списке 1960 года — посёлок в черте Сыктывкара. К 1968 году окончательно слился с городом и перестал фиксироваться как отдельный населённый пункт, однако название «Строитель» продолжает употребляться горожанами применительно к микрорайону между улицами Старовского, Катаева, Морозова.

## Официальная символика

Герб Сыктывкара (с 2008 года)

Флаг Сыктывкара (с 2009 года)

Герб, флаг и гимн — официально утверждённые символы города.

### Герб
Герб Сыктывкара утверждён 25 марта 2005.
Описание герба города: В лазоревом поле на зелёной, обременённый серебряной елью, горе золотой медведь, лежащий в золотой берлоге, сопровождённый вверху серебряной звездой в виде элемента национального орнамента (прорезной квадратный ромб с тремя лучами, перпендикулярно отходящими от каждой его стороны на половину длины стороны: по одному в продолжение сторон, и одному в середине стороны).

### Флаг
Флаг Сыктывкара утверждён 25 сентября 2009.
Описание флага города: Прямоугольное полотнище с отношением сторон 2:3, разделённое по горизонтали на две равные полосы: верхнюю синюю и нижнюю зелёную, несущее в центре фигуры гербовую композицию муниципального образования городского округа «Сыктывкар»: золотой медведь, лежащий в берлоге, ель, орнамент и звезда в виде элемента национального орнамента.

### Гимн
Гимном города является музыкально-поэтическое произведение «Под высокой звездой ты стоишь над рекой, стольный город Зырянской земли», автор слов Е. Е. Митюшев, автор музыки М. Н. Бурдин. Гимн города утверждён 28 сентября 2010.
Текст гимна:

Под высокой звездой

Ты стоишь над рекой,

Стольный город Зырянской земли.

Из далёких времён

Ты вперёд устремлён,

День встречая улыбкой любви.

Усть-Сысольск — Сыктывкар,

Пусть твои имена Бог и память народа хранят,

И на русском и коми звучат языках,

И над пармою в песнях звенят.

Город светлый, родной, город юный душой,

Ты для каждого сердцем открыт.

Путь уверенный твой золотою строкой

Сквозь года и века нам блестит.

Усть-Сысольск — Сыктывкар,

Пусть твои имена Бог и память народа хранят,

И на русском и коми звучат языках,

И над пармою в песнях звенят.

От улыбки людской,

От желания жить —

Город радостью светится весь.

Нам судьбою дано сыктывкарцами быть,

Умножать его славу и честь.

## Экономика
Сыктывкар — общественный и деловой центр Республики Коми. Также он является промышленным центром на севере России.

### Промышленность

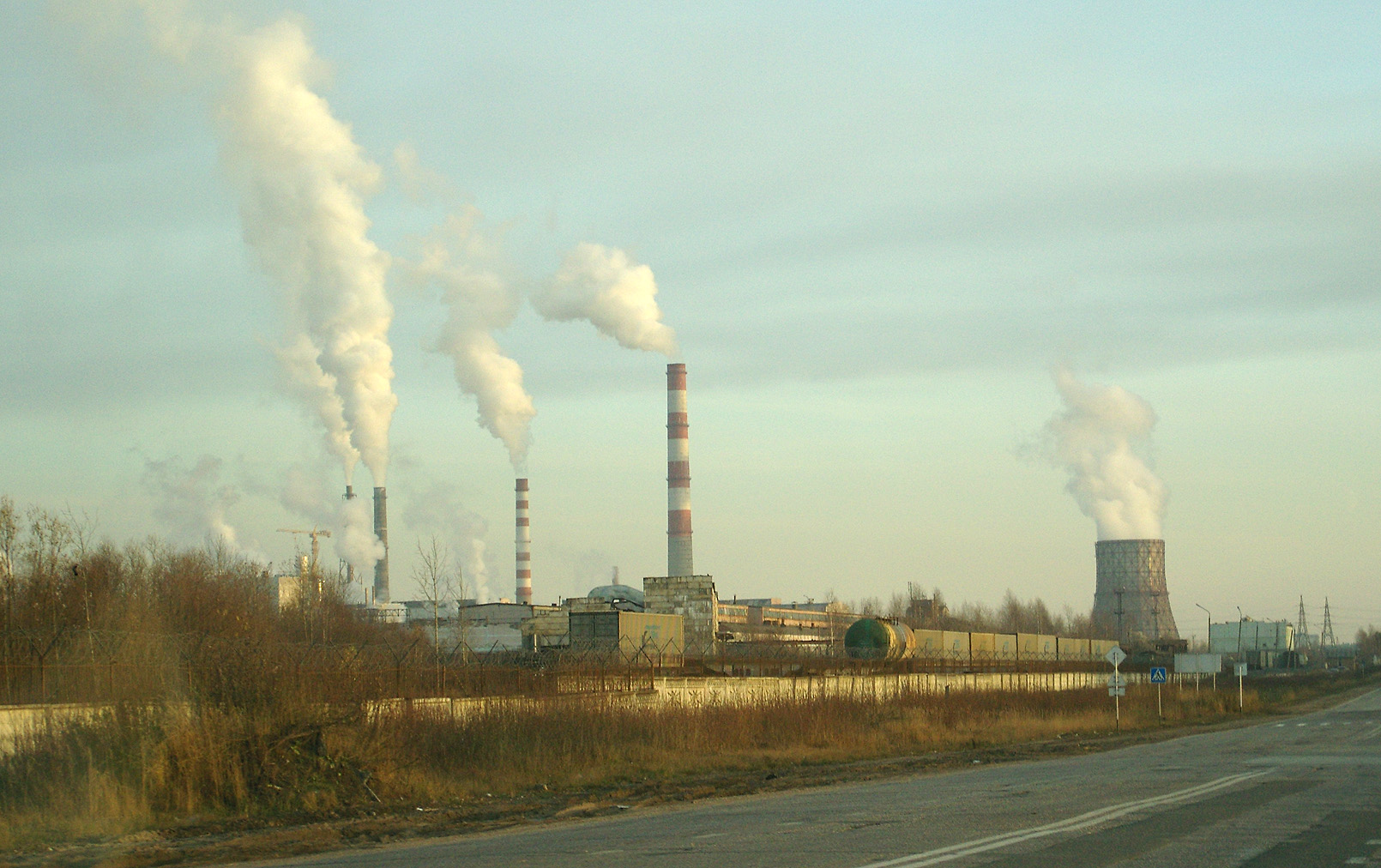
Промплощадка Сыктывкарского ЛПК

5 ноября 1975 года первым в городе пяти изделиям швейной фабрики «Комсомолка» присуждён государственный Знак качества.
24 февраля 1976 года Государственный аттестационный комитет присвоил государственный Знак качества набору мебели для отдыха «Китеж» Сыктывкарской фабрики мебельного объединения «Север».
Город имеет около 40 крупных промышленных предприятий, одна треть которых имеет всероссийское значение.
Основными производителями являются:
- АО «Сыктывкарский ЛПК» — один из крупнейших ЦБК России.
- ОАО «Сыктывкар Тиссью Груп» — одна из ведущих российских компаний по производству санитарно-гигиенической продукции.
- ООО «Сыктывкарский фанерный завод» — крупнейший производитель большеформатной фанеры и древесно-стружечных плит, одно из лидирующих предприятий отрасли по производству строительных материалов в республике Коми. Завод основан в 1976 году и изначально был дочерним предприятием СЛПК, но в 2001 году приобретает статус самостоятельного.
- АО «Комитекс» — производитель нетканых материалов — первое предприятие текстильной промышленности в республике.
- Сыктывкарский ЛДК — предприятие деревообработки, производит столярную продукцию, оконные и дверные блоки, пиломатериалы и др.
- Сыктывкарский промкомбинат — первое в республике предприятие по производству деревянных домов заводской сборки.
- НК «КомиТЭК» — предприятие топливной промышленности, занимающееся добычей, переработкой и сбытом нефти и нефтепродуктов.
- ОАО «Сыктывкарский ликёро-водочный завод» — ведущий производитель алкогольной продукции в Республике Коми.
- ООО «Сыктывкарский молочный завод» — самый крупный производитель молочных изделий в Коми.

Промышленность города представлена более чем 10 отраслями. На долю лесной, деревообрабатывающей и целлюлозно-бумажной приходится около 62 % товарной продукции. В городе производится в год 254 000 м³ деловой древесины, 179 000 м³ пиломатериалов, 43 000 м³ фанеры, 65 000 м³ древесностружечных плит, более 370 000 т бумаги, 50 млн м² нетканых материалов.

### Энергетика
Теплоснабжение города осуществляет предприятие «Сыктывкарские тепловые сети» филиала «Коми» ПАО «Т Плюс». На балансе находятся 17 котельных малой мощности и Центральная водогрейная котельная (ЦВК). 14 котельных работают на природном газе, две — на мазуте, одна — на угле, одна — на мазуте и угле. Теплоснабжение Сыктывкара осуществляется по открытой схеме от основного теплоисточника — ЦВК по трём магистральным тепловым сетям.
Тепловая мощность Сыктывкарских тепловых сетей составляет 687,4 Гкал/ч, протяжённость тепловых сетей в двухтрубном исчислении — 237,9 км.
ТЭЦ СЛПК является одним из важнейших теплоэлектрогенерирующих узлов Республики Коми.

### Банковское дело
В городе имеются финансово-кредитные учреждения (в основном, филиалы, но есть и 1 местный банк).

### Торговля
В Сыктывкаре действует широкая сеть федеральных торговых сетей: магазины «Магнит» и «Пятёрочка», гипермаркет «О’КЕЙ» и два гипермаркета «Лента».
При поддержке Правительства Республики Коми создана региональная торговая сеть «Матö» (рус. «Близко»). Для этого в потребительский кооператив под этой маркой объединились «Сыктывкарский ЛВЗ», птицефабрика «Сыктывкарская», «Сыктывкархлеб», «Сыктывкарский молочный завод».
Крупные торговые и торгово-развлекательные центры: «Макси», «Аврора», «Парма», «Июнь», «Дом быта», «Радуга», «МебельГрад», «Торговый Двор», «РубликЪ», «Звёздный», «Детский мир», «Майский», «Покровский», «Гостиный Двор», «Фрегат», «Веждино».
В 2011 году в Сыктывкаре открылась первая пиццерия Додо Пицца. По состоянию на 2022 год сеть пиццерий Додо (771 заведений) является самой большой в стране.
26 апреля 2014 года открылся торговый центр, объединивший под одной крышей сыктывкарский автовокзал и городской рынок.
В городе регулярно проводятся ярмарки «Выходного дня», где представляют свои товары производители Республики Коми и соседних регионов. Ежегодно в августе проходит выставка достижений народного хозяйства «Достояние Севера».

### Связь
Услуги мобильной связи предоставляют четыре оператора: МТС, Tele2, МегаФон и БиЛайн.
Одним из операторов фиксированной связи в регионе является Коми филиал ОАО «Ростелеком». С конца 2010 года в Сыктывкаре начал работать оператор Wi-Max, компания «Энфорта». На территории города действуют пять бесплатных Wi-Fi-зон доступа к Интернету: у городской администрации, на Театральной и Стефановской площадях.

### Туризм

#### Гостиницы и отели
В Сыктывкаре есть гостиничные комплексы, отели и хостелы:
| Категория                                  | Название                      |
| ------------------------------------------ | ----------------------------- |
| 3 из 3 звёзд · 3 из 3 звёзд · 3 из 3 звёзд | Отель «Авалон»                |
| 2 из 3 звёзд · 2 из 3 звёзд · 2 из 3 звёзд | Гостиница «Сыктывкар»         |
| 3 из 3 звёзд · 3 из 3 звёзд · 3 из 3 звёзд | Отель «Palace»                |
| 3 из 3 звёзд · 3 из 3 звёзд · 3 из 3 звёзд | Гостиница «Югӧр» (рус. «Луч») |
| 3 из 3 звёзд · 3 из 3 звёзд · 3 из 3 звёзд | Гостиница «Dovgiy»            |
| 2 из 3 звёзд · 2 из 3 звёзд · 2 из 3 звёзд | Гостиница «Строитель»         |

### Транспорт
Современный Сыктывкар имеет все виды внешнего транспорта (железнодорожный, водный, авто, авиа), которые обеспечивают связь с регионами России и странами ближнего и дальнего зарубежья.
Ведущим видом внешнего городского транспорта является железная дорога. Основной внутригородской пассажирский транспорт — автобусный.

#### Внутригородской общественный
Городской транспорт представлен автобусами. В 2022 году в Сыктывкаре действовали 40 городских автобусных маршрутов. Кроме того по городу проходит два автобусных маршрута (101, 174) из села Выльгорт, примыкающего к городу. Большинство маршрутов обслуживается автобусами ПАЗ. В 2016 году в рамках инвестиционного проекта для работы на городских маршрутах были приобретены 40 автобусов марки НефАЗ-5299 на газомоторном топливе.
Цена на проезд в автобусах города Сыктывкара с 30 января 2022 года — 30 рублей. Билеты в автобусах внутригородских маршрутов продают кондукторы или водители, на некоторых маршрутах оплата производится через бесконтактные валидаторы.
В 1965 году в Сыктывкаре работал «детский» автобус, который утром доставлял детей в детский сад, вечером — домой.

#### Автомобильный
24 октября 1975 года в рамках строительства дороги Сыктывкар — Мураши открылся участок с асфальтовым покрытием Сыктывкар — Объячево. Автомобильная дорога федерального значения Р176 «Вятка» связывает Сыктывкар с Кировом. Также имеется выход на Архангельск, Великий Устюг и Вологду по автодороге федерального значения А123, которая примыкает к «Вятке» примерно в 110 километрах от Сыктывкара. С Ухтой, Троицко-Печорском, Кудымкаром город связан дорогами регионального и межмуниципального значения.
Междугороднее автобусное сообщение связывает Сыктывкар с городами Ухта, Киров, Уфа, Набережные Челны, Чебоксары, Йошкар-Ола, Казань. Некоторые маршруты отправляются от автовокзала, некоторые от железнодорожного вокзала.
По данным Федеральной службы государственной статистики на 31 декабря 2021 года на территории города Сыктывкара расположено 8 АЗС, общая протяжённость автодорог общего пользования местного значения, находящихся в собственности муниципального образования составляет 106,4 км, из них 89,2 км — с твёрдым покрытием.

#### Водный

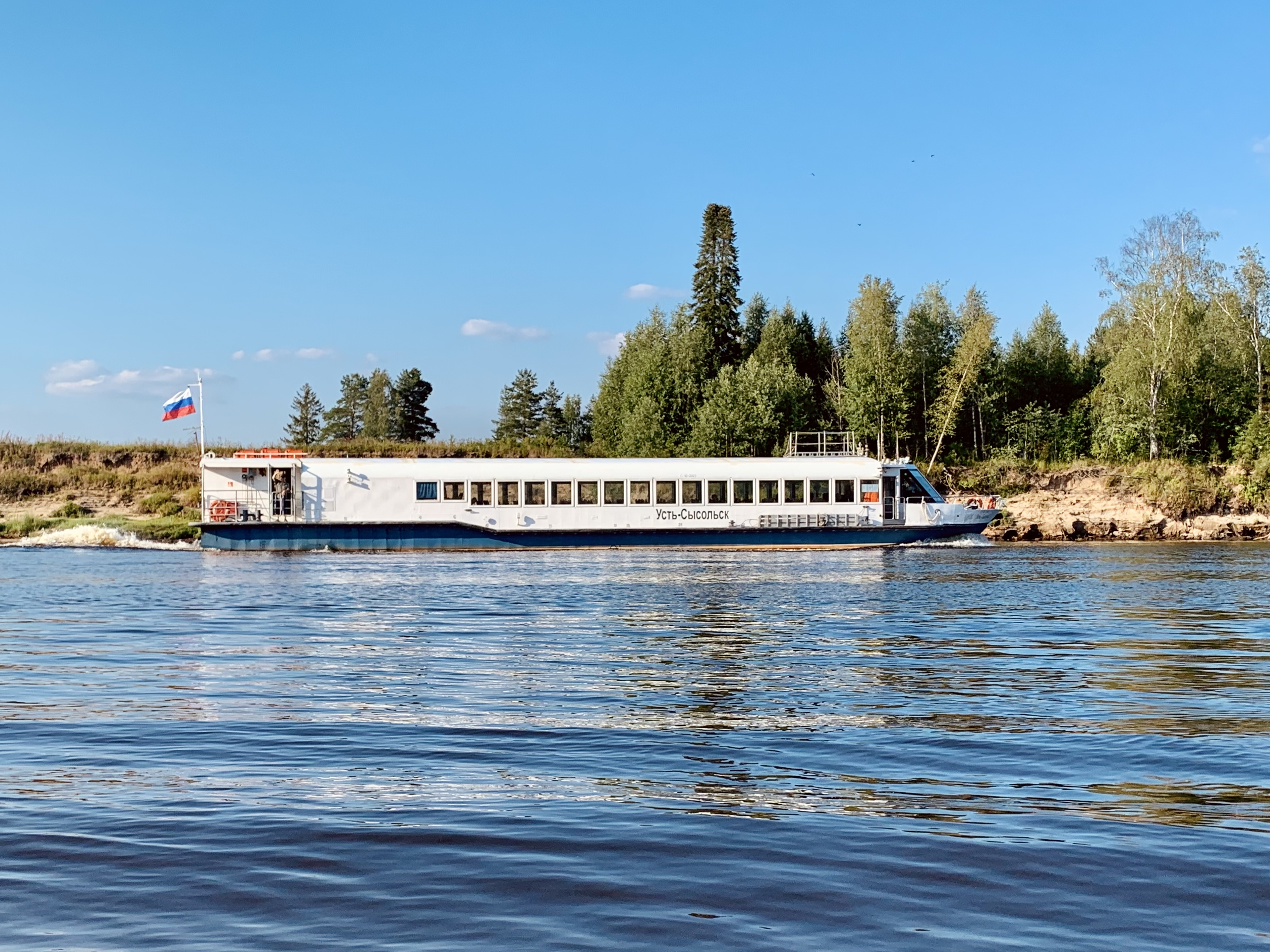
Паром Усть-Сысольск

Транспортное сообщение с заречными посёлками обеспечивается пассажирскими и грузопассажирскими теплоходами. В межнавигационный период и во время обмеления рек используются суда на воздушной подушке.
В 2012 году на Московском судостроительном заводе для Сыктывкара был построен паром «Усть-Сысольск» для работы на реке Вычегде.

#### Воздушный

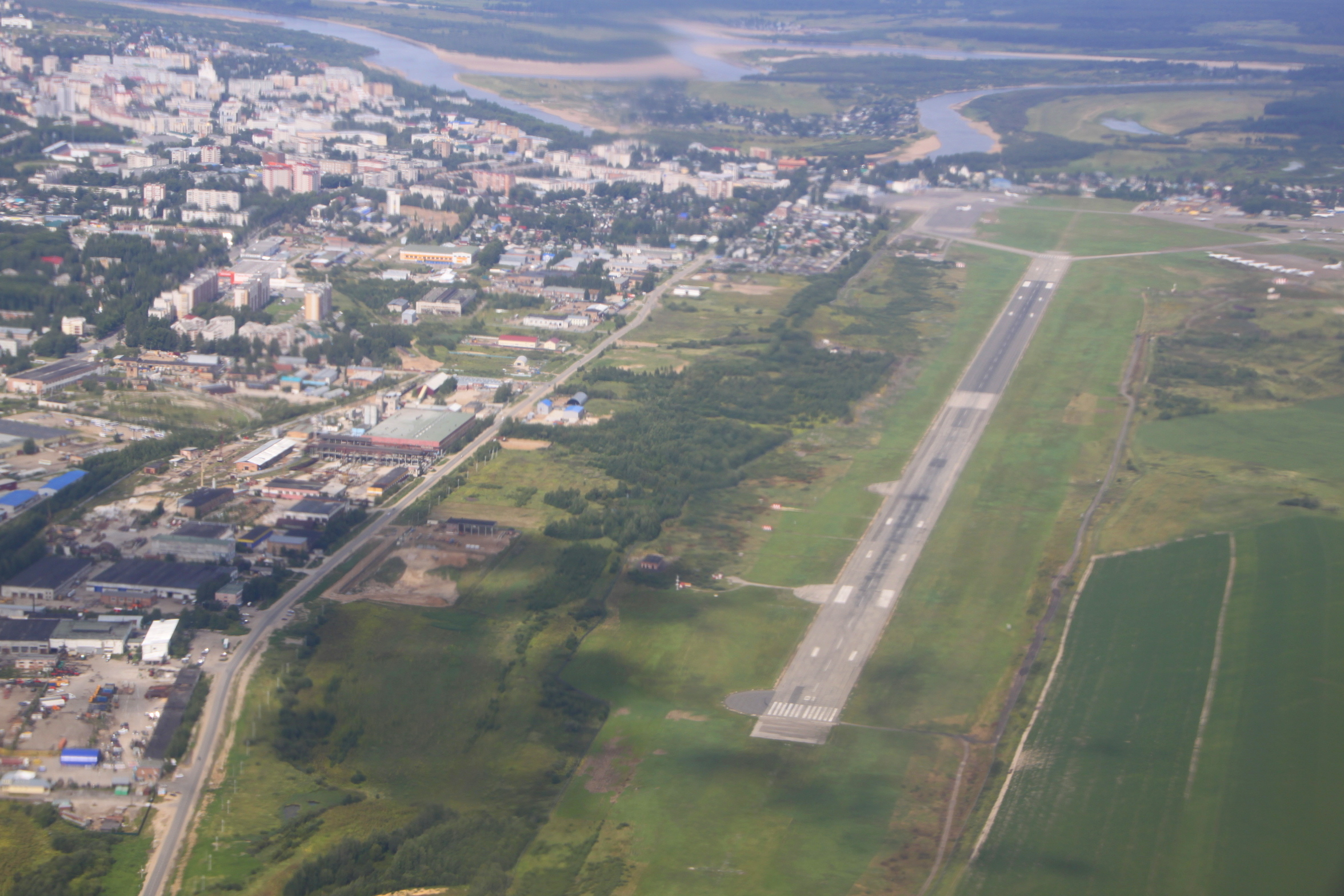
Аэропорт Сыктывкара, вид из самолёта

В черте города расположен международный аэропорт «Сыктывкар», с которого ежедневно выполняются рейсы в Москву, Санкт-Петербург, города Республики Коми и других регионов (Екатеринбург, Казань, Нарьян-Мар). В летний период открываются прямые авиасообщения с городами на побережье Чёрного моря (Анапа, Сочи) и чартерные рейсы в Турцию, Грецию, Тунис и Египет.
В 1982 году началось строительство нового Сыктывкарского аэропорта в местечке Соколовка в 25 километрах от города. Из-за проблем с финансированием строительство нового аэропорта не было завершено, в 2021 году власти Коми предложили отказаться от достройки аэропорта.

#### Железнодорожный

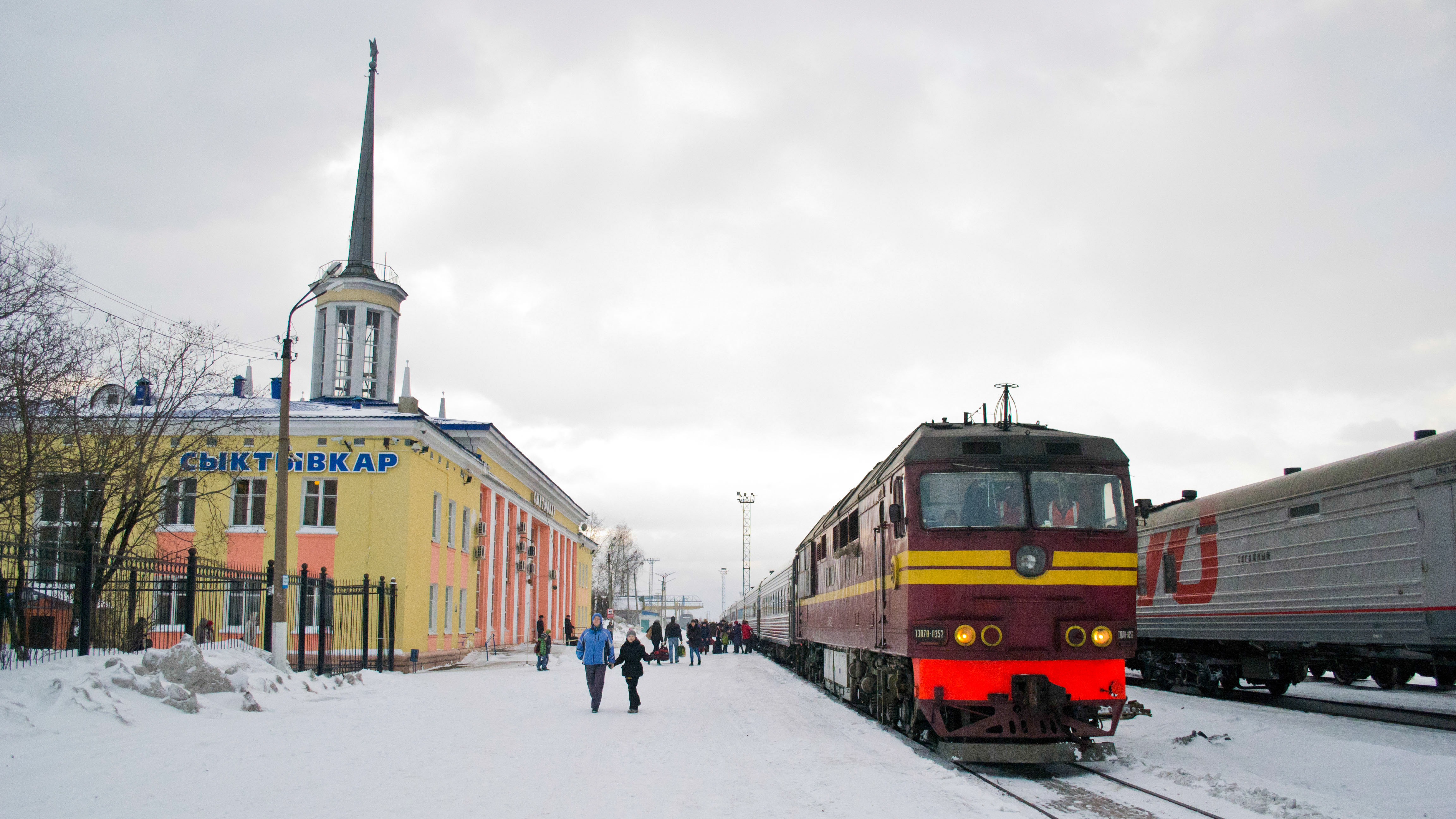
Вокзал Сыктывкара

«Сыктывкар» — тупиковая станция на ветке от узловой станции Микунь. В 1964 году открыто здание железнодорожного вокзала. Также есть железнодорожная станция «Човью» (промышленный узел), пассажирская платформа «Эжва» и железнодорожная станция «Койты». Из Сыктывкара круглогодично ходят поезда в Москву, Санкт-Петербург, Воркуту, Усинск, Кослан. Сезонные маршруты — в Новороссийск и Адлер.

## Образование и наука

### История
Первое учебное заведение появилось в городе в 1822 году — духовно-приходское училище при Троицком соборе. Училище ютилось в неприспособленном для учебного заведения помещении: двух маленьких комнатках первого этажа колокольни Троицкого собора, при входе в коридор, ведущий в храм, — место шумное и многолюдное. Впоследствии училище было переведено в бывшее здание ратуши. Смотрителем обычно был настоятель собора, а учителя назначались епархиальным советом из числа священников или выпускников семинарии. Училище просуществовало до конца 60-х годов XIX века и было закрыто по причине малочисленности учащихся — не смогло выдержать конкуренции с другими школами города.
В духовно-приходском училище с 1861 по 1865 год преподавал поэт И. А. Куратов, человек образованный, придерживавшийся передовых взглядов (на место, предоставленное Куратову по его прошению, первоначально планировался другой выпускник Вологодской семинарии).
В 1835 году в Усть-Сысольске по ходатайству «городского общества» было открыто приходское училище. К тому времени учебные заведения появились в 8 из 10 городов Вологодской губернии. Из городской казны было выделено на содержание нового заведения 560 руб., ещё 237 руб. 30 коп. на учебные пособия собрали среди горожан путём подписки. Надзирателем был избран купец И. Новосёлов. Нашли учителей, собрали учебники, отслужили, как положено, молебен, зачитали пункты из правил, и училище приступило к благородному делу воспитания юношества. В отличие от духовно-приходского, это училище финансировалось за счёт города (с 1870 года — частично за счёт дотаций земства). Принимали в училище детей «всех состояний». Обучение в нём было бесплатным. Приходское училище в первые годы занимало дом, пожертвованный ему купцом Новосёловым. Затем это здание было передано уездному училищу.
13 марта 1840 года состоялось торжественное открытие Усть-Сысольского уездного училища. Ученики и учителя отправились сначала на богослужение в Троицкий собор, затем состоялось «молебствие» с водосвятием училищного здания, читались «приличествующие сему случаю речи», в которых превозносилась щедрость «отцов города» и указывалось на захватывающие перспективы в деле народного просвещения, открывающиеся с началом работы училища. Уездное училище содержалось не городом, а государственной казной. Причём для него выделялись немалые суммы — до 5,5 тыс. рублей серебром, так что жило оно сравнительно неплохо. С 1881 года училищу помогало ещё и земство.
После завершения переговоров городских властей с купцами Сухановыми в 1850 году для училища был куплен за 2285 рублей принадлежащий Сухановым каменный дом по улице Покровской (ныне улица Орджоникидзе). До 1873 года обучение в нём было бесплатным, а затем с учеников начали взимать плату — по 2 рубля в год. Уездное училище, относившееся к типу повышенных начальных школ, давало более обширное образование. Училища этого типа с 1828 года были трёхклассными. Помимо обязательного закона божия, в них изучались русский язык, чистописание, арифметика и геометрия, история, география, черчение и рисование.
В 1858 году была открыта первая школа для девочек (до этого в учебные заведения принимали только мальчиков) — второразрядное женское училище (оно было двухклассным с двухгодичным курсом в каждом классе) с программой, близкой к курсу уездного училища. Дополнительно в нём обучали рукоделию. Инициатором открытия училища был смотритель усть-сысольских училищ Е. Кичин. До того как в сентябре 1859 года была закончена постройка училищного дома, его приютил у себя И. Забоев. В штате первоначально было всего два человека: надзиратель училища Е. Клячина и её помощница Подъякова. Позднее стали платить и другим учителям.
24 августа 1872 года по решению Священного Синода было открыто Усть-Сысольское Духовное училище, которое не причислялось к школам среднего звена. В октябре 1890 года училище получило новое каменное двухэтажное здание (проект вологодского архитектора Фёдорова) по улице Набережной (ныне улица Кирова).
Курс обучения в училище составлял 4 года. Изучались: Закон Божий, церковный устав, священная история, православный катехизис, русский, церковнославянский, греческий и латинский языки и другие предметы. Учились в основном дети священнослужителей. Обучение было платным. Обучение велось на русском языке. Вначале преподавателями училища были выпускники Вологодской духовной семинарии, затем Московской и Казанской духовных академий, многие из которых имели степень кандидата богословия, что предопределяло высокое качество обучения. В конце октября 1917 года училище прекратило свою работу.
В 1931 году в Сыктывкаре открыт Коми педрабфак, а в январе 1932 года в здании бывшего Духовного училища — Коми государственный педагогический институт (КГПИ) с 4 факультетами — первое высшее учебное заведение в Коми АССР.
В 1941 году была образована База АН СССР по изучению Севера, преобразованная в 1949 году в Коми филиал Академии наук.
10 февраля 1972 году образован Сыктывкарский государственный университет. Первым ректором университета стала доктор географических наук В. А. Витязева.
Сейчас Сыктывкар — один из крупнейших научных центров на европейском Севере России. В городе насчитывается около 30 специализированных учреждений, осуществляющих научно-исследовательские и опытно-конструкторские работы. Ведущие научно-исследовательские учреждения республики объединены в составе Коми научного центра Уральского отделения РАН, в состав которого входят: институты химии, геологии, биологии, языка, литературы и истории, физиологии, экономических и социальных проблем Севера, отдел энергетики, математики и централизованных служб.

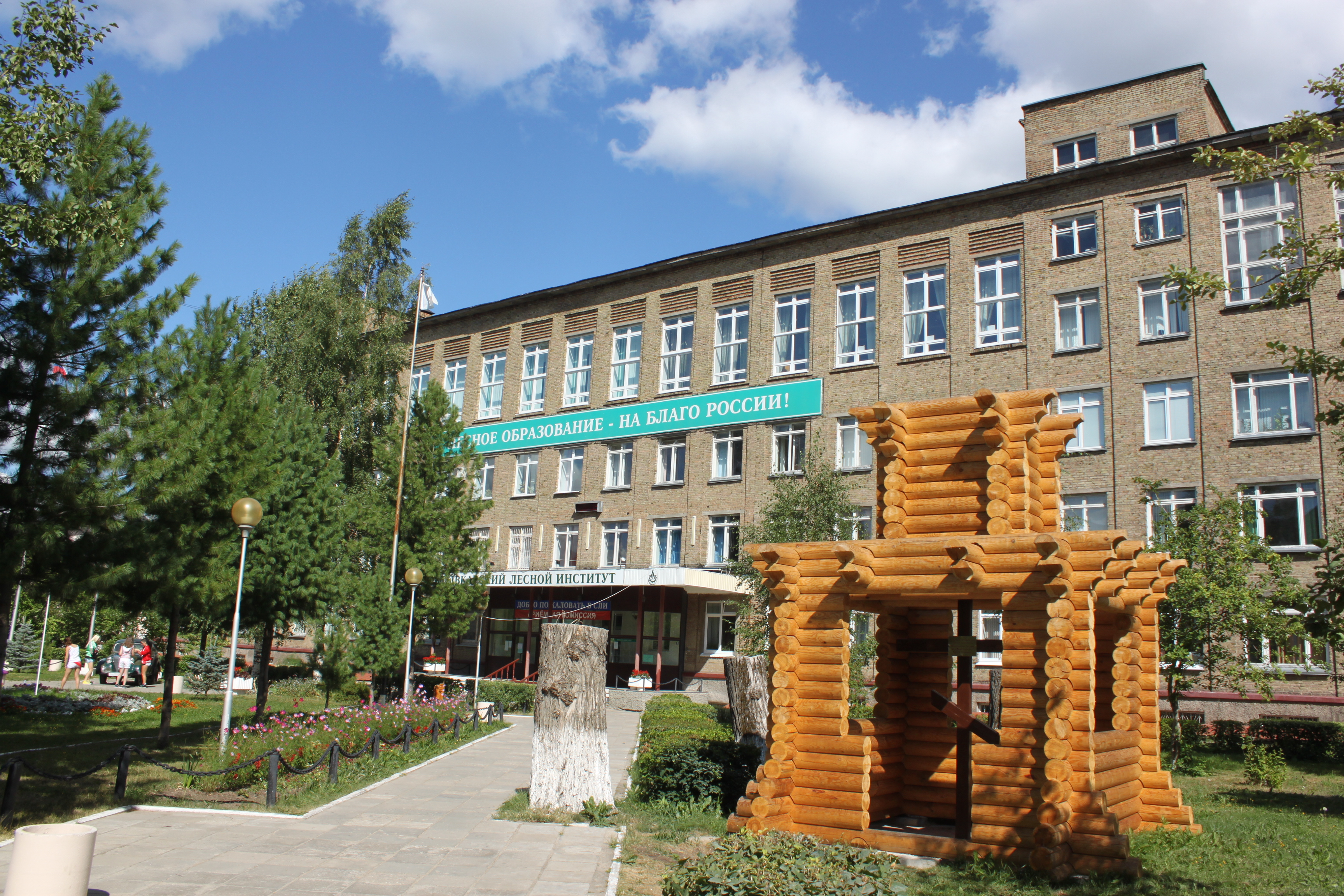
Сыктывкарский лесной институт
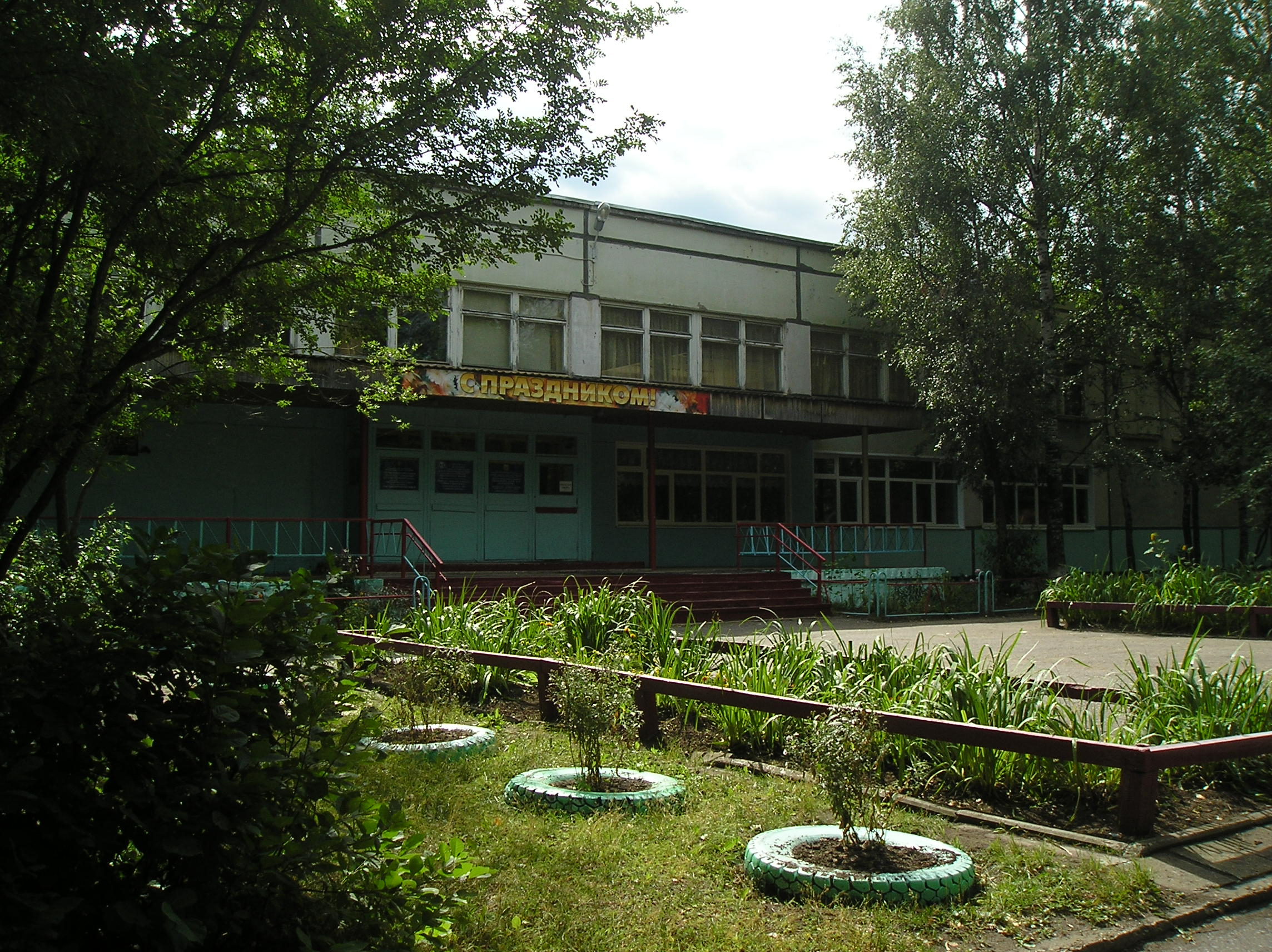
Средняя школа № 21
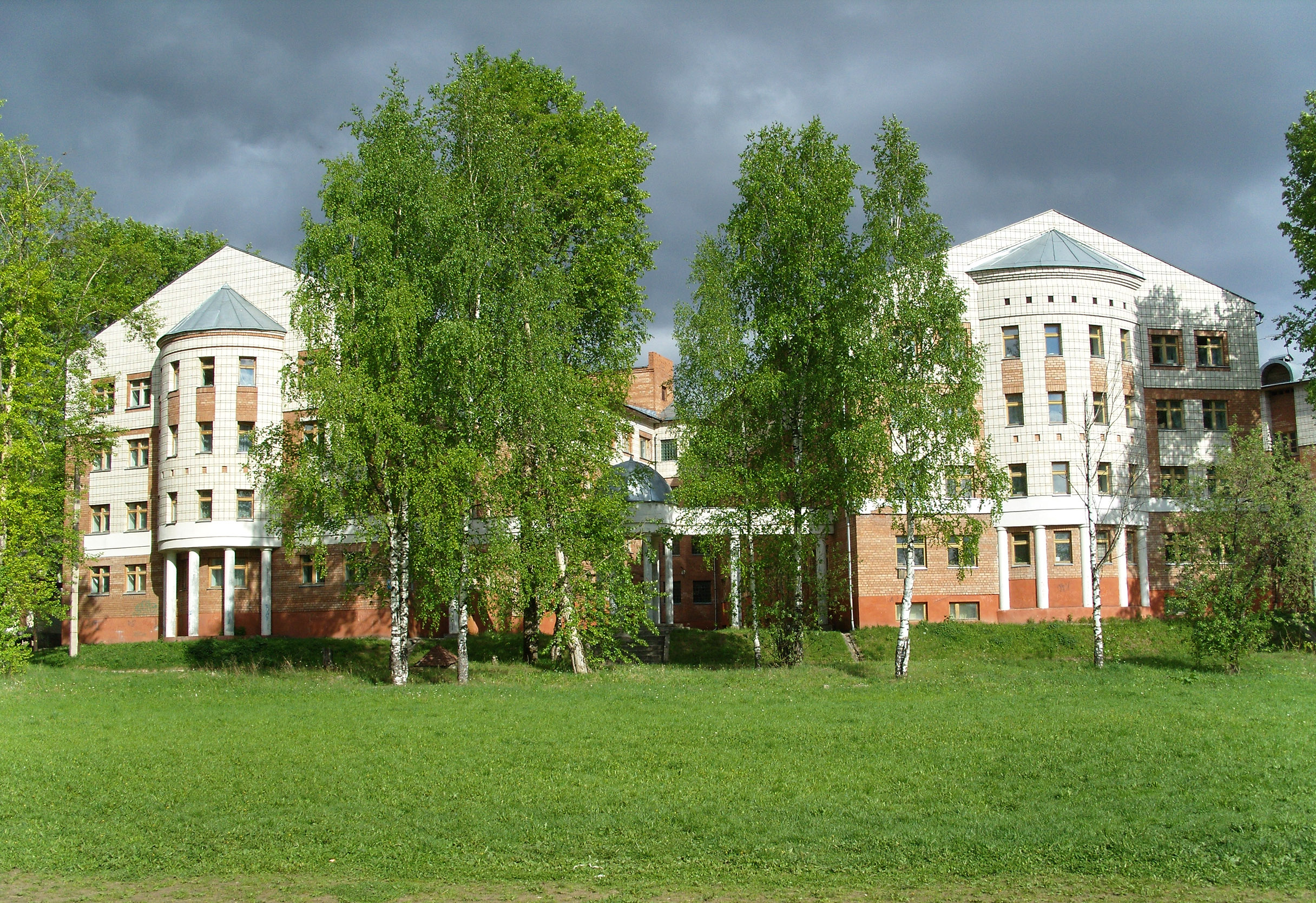
Гимназия искусств при Главе Республики Коми имени Ю. А. Спиридонова

### Высшее образование
Высшие учебные заведения города Сыктывкара:
- Сыктывкарский государственный университет имени Питирима Сорокина
- Сыктывкарский лесной институт
- Университет «СИНЕРГИЯ» в г. Сыктывкаре
- Коми республиканская академия государственной службы и управления
- Филиал Санкт-Петербургского государственного университета сервиса и экономики
- Филиал Российского университета кооперации
- Филиал Современной Гуманитарной Академии
- Представительство Вятского государственного гуманитарного университета.

### Среднее, дошкольное и дополнительное образование
В Сыктывкаре 28 среднеобразовательных школ, 6 гимназий, 7 лицеев, 2 вечерние школы, 1 прогимназия, 1 коррекционная школа для детей с ограниченными умственными способностями, 9 детских учреждений интернатного типа, 2 школы искусств и ряд учреждений дополнительного образования, которые, как правило, находятся при образовательных школах.

## Здравоохранение

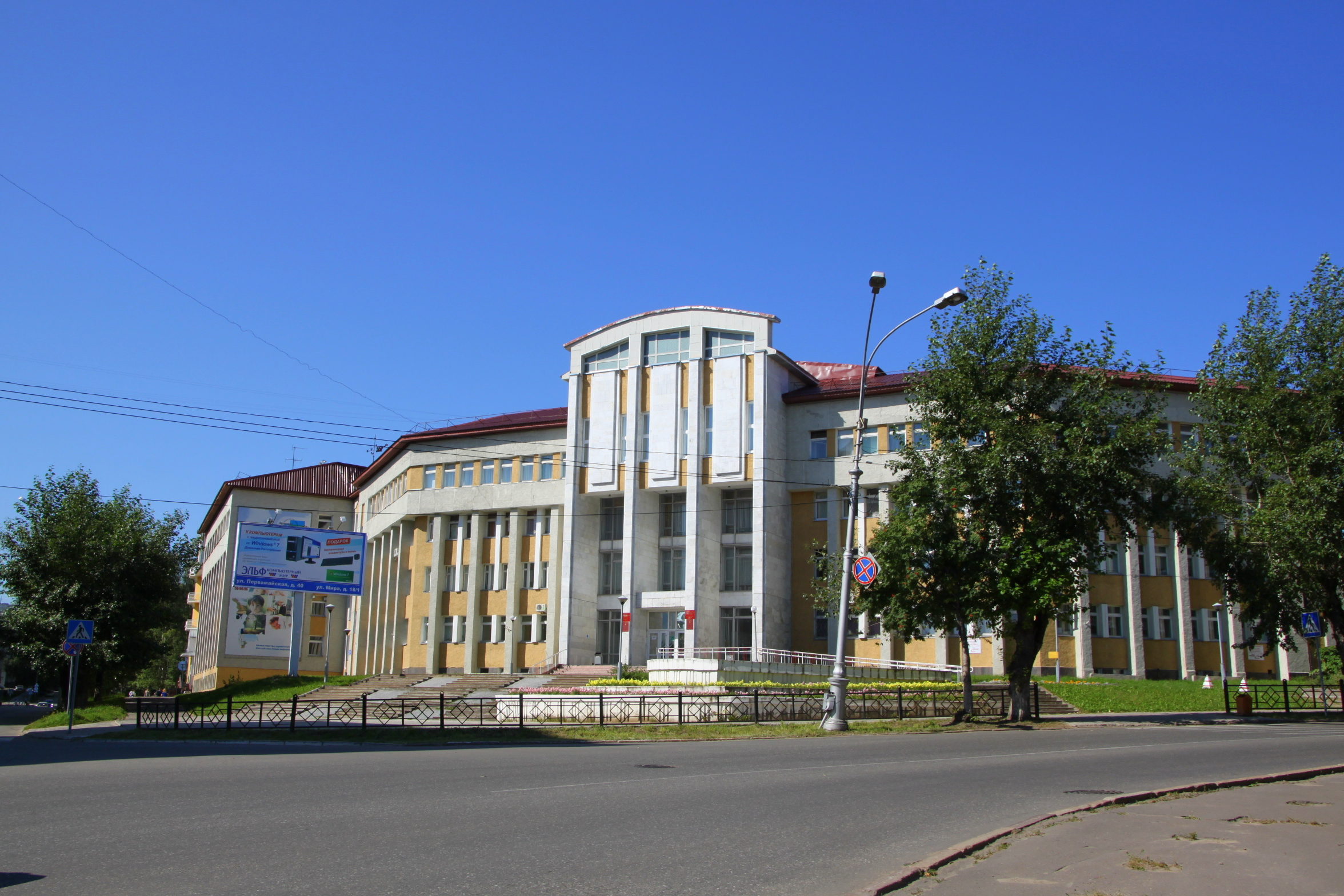
Консультативно-диагностический центр

Дореволюционное медицинское обслуживание Усть-Сысольска было представлено одним врачом и двумя фельдшерами. Местная лечебница имела 25 коек, были распространены домашние средства лечения, много людей лечилось у знахарей. В 1913 году царское правительство на нужды медицины выделило 86 рублей.
В Сыктывкаре работает 13 муниципальных учреждений здравоохранения, из которых 4 находятся на территории Эжвинского района города. Здесь же расположена Республиканская детская больница.
Кроме того, на территории Эжвинского района осуществляют свою деятельность государственное учреждение «Коми республиканская психиатрическая больница» и муниципальное бюджетное учреждение здравоохранения «Сыктывкарская станция скорой медицинской помощи».

## Физкультура и спорт

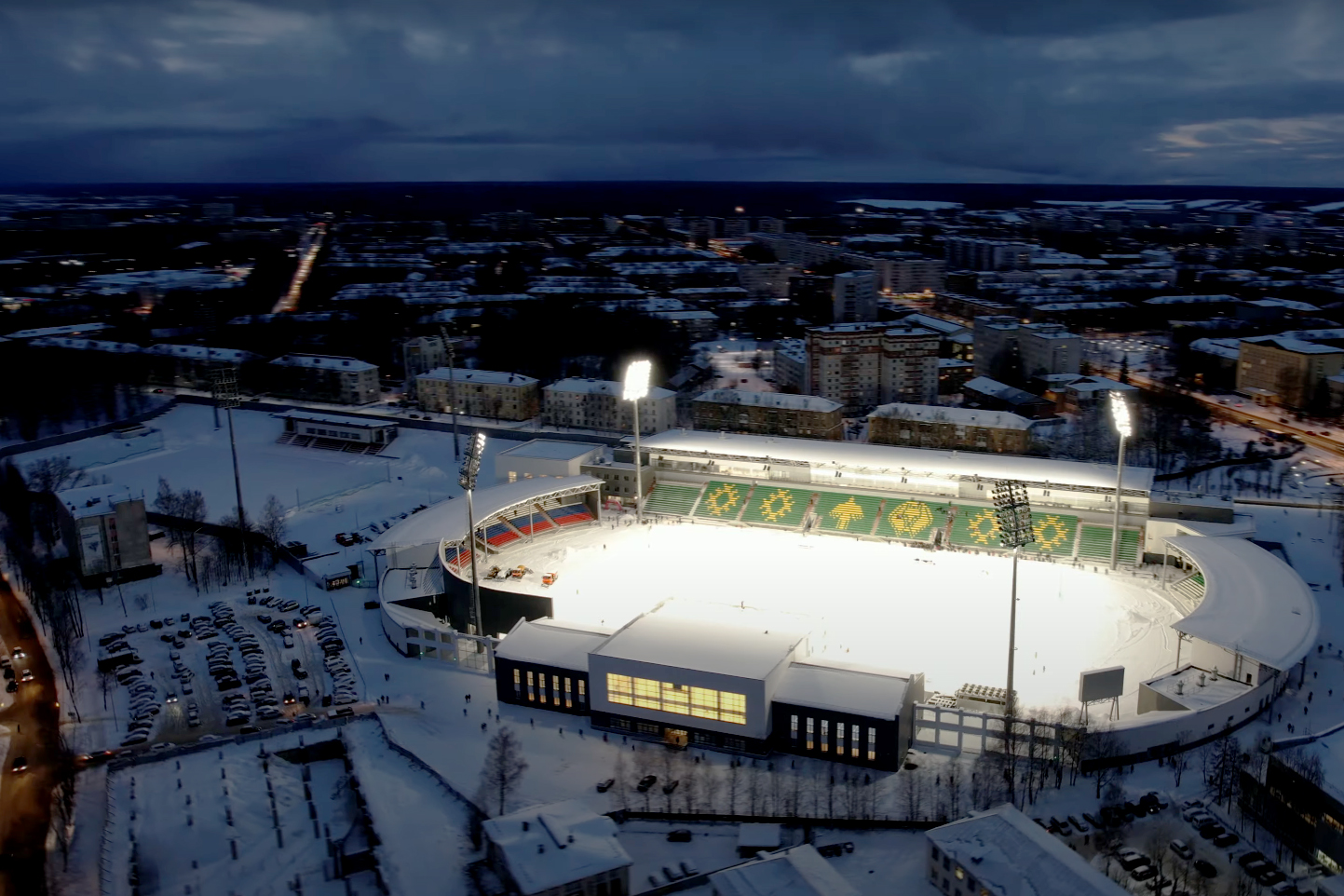
Стадион «Республиканский»

В Сыктывкаре действует много спортивных сооружений: бассейны, стадионы, спортзалы, детско-юношеские школы.
В городе развиваются зимние виды спорта: хоккей с мячом (ХК «Строитель», победитель Высшей лиги Первенства России по хоккею с мячом сезона 2016/2017), сноуборд, лыжный и конькобежный спорт, фигурное катание.
Важное место в спортивной жизни города занимает мини-футбол. Сыктывкарская команда по мини-футболу «Новая генерация» выступает в Суперлиге, а её дочерний клуб — «Новая генерация-дубль» (ранее МФК «Бумажник») — в зоне «Восток» Высшей лиги, второго дивизиона отечественного мини-футбола. Женский клуб «Новая генерация» выступает в чемпионате Северо-Западного федерального округа.
Также развиваются женский (БК «Ника», Премьер-лига России, 2 место в сезоне 2023/24) и мужской (БК Сыктывкарского государственного университета, Ассоциация студенческого баскетбола России) баскетбол, плавание, художественная гимнастика, бокс и различные боевые искусства. Регулярно проходятся ледовые гонки «Супер шип».
Лыжный спорт традиционно развит, в городе функционируют три официальные лыжни: Республиканский лыжный комплекс им. Р. Сметаниной, лыжная база «Динамо» и лыжная база «Веждино» АО «Сыктывкарский ЛПК», а также множество неофициальных трасс (пос. Краснозатонский, мест. Лесозавод, Орбита).
Бассейн «Орбита» (открыт 5 февраля 2016 года) расположен возле Химико-биологического факультета СГУ в микрорайоне Орбите, построен на пустыре на бывших совхозных полях Тентюково. Название выбрано по итогам открытого конкурса из 200 вариантов. Трёхэтажное здание бассейна «Орбита» включает в себя 2 ванны: малую чашу для детей до 12 лет и взрослую на 10 плавательных дорожек длиной 50 метров (глубина — 3,4 метра). На третьем этаже расположены трибуны на 650 человек.
В феврале 2018 года стало известно, что право проведения чемпионата мира среди мужских команд в 2021 году доверено Сыктывкару, в рамках подготовки к чемпионату была проведена реконструкция стадиона.

### Спортивные мероприятия
В 1980 году — в Сыктывкаре впервые состоялся Международный турнир по хоккею с мячом на приз газеты «Советская Россия».
В 1986 году — в Сыктывкаре состоялось первенство мира по хоккею с мячом среди юниоров. В этом же году в первенстве России первой лиги по баскетболу впервые выступила сыктывкарская команда «Университет» («Зыряночка»).
10 мая 2001 — в Сыктывкаре состоялся ХХIV чемпионат Европы по пауэрлифтингу.
13-15 декабря 2002 — в Сыктывкаре состоялся I Всероссийский мемориал Заслуженного мастера спорта СССР Владимира Паршукова по вольной борьбе.
С 2006 года стали проводиться ежегодные Открытые спартакиады пригородных посёлков.
В марте 2010 — открыт Универсальный спортивный комплекс «Орбита» на ул. Малышева.
19 января 2011 — открыт Ледовый дворец «Северная Олимпия» — первый в городе крытый каток с искусственным льдом. В церемонии открытии приняла участие советская фигуристка, олимпийская чемпионка И. К. Роднина.
26-29 января 2017 — в Сыктывкаре пошло Первенство мира по хоккею с мячом среди юниоров до 19 лет.
30-31 января 2021 — в Сыктывкаре прошёл чемпионат и первенство Республики Коми по пауэрлифтингу.
26-27 марта 2022 — в Сыктывкаре состоялся Фестиваль русского хоккея, финал ХХХ Чемпионата России по бенди.
26 марта — 3 апреля 2022 — в Сыктывкаре состоялся Чемпионат России по лыжным гонкам.

## Культура и искусство
Сыктывкар является культурной столицей Республики Коми.

### Театры

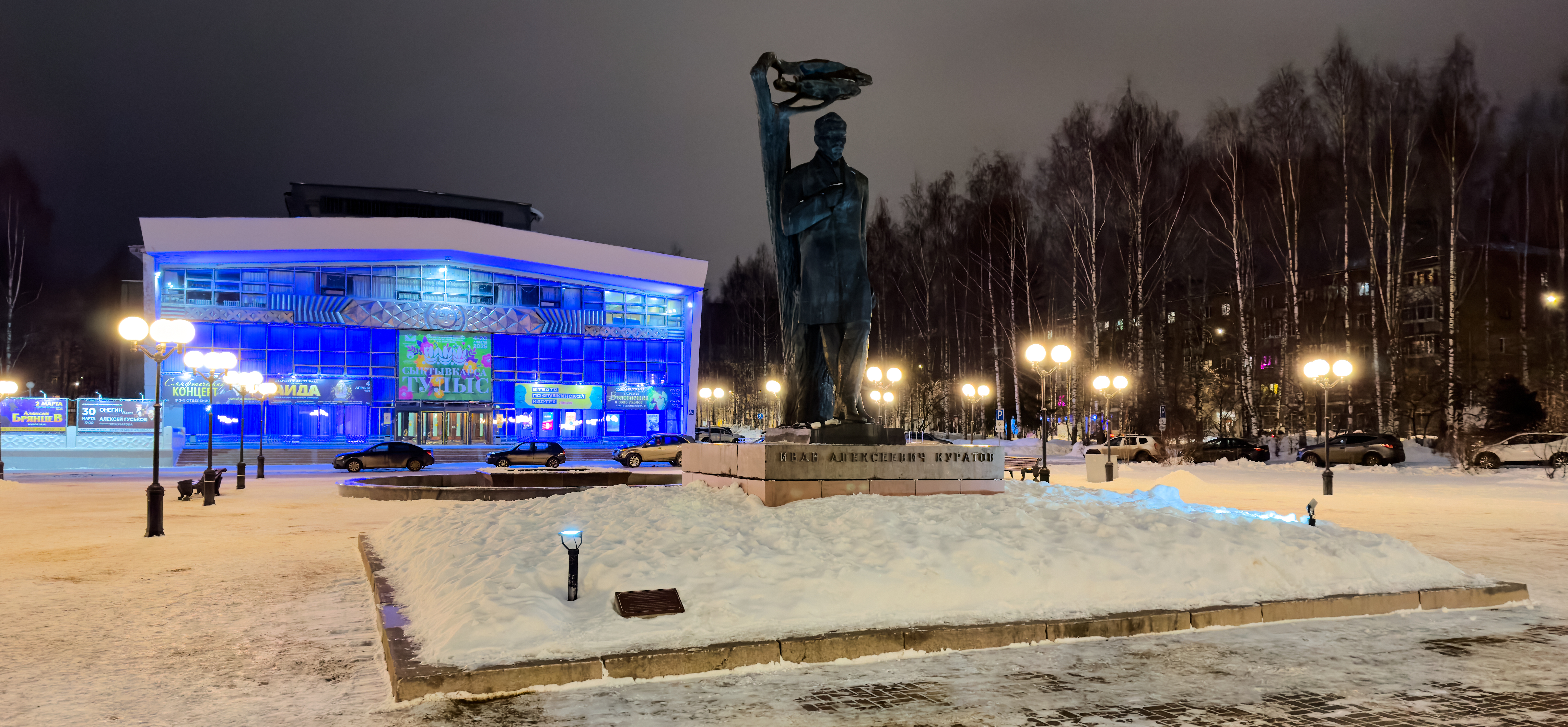
Театр оперы и балета Республики Коми и памятник И. А. Куратову

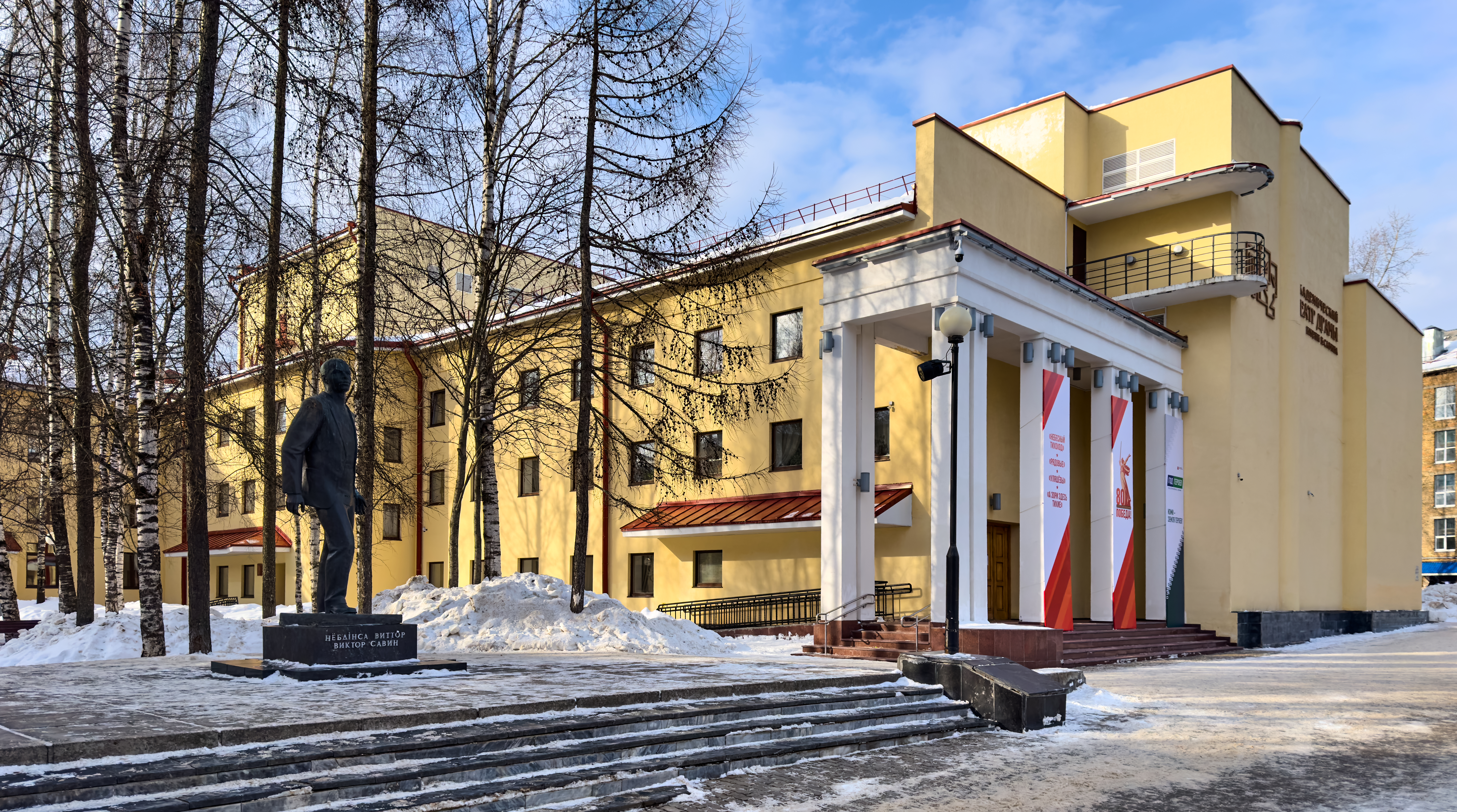
Академический театр драмы имени В. А. Савина

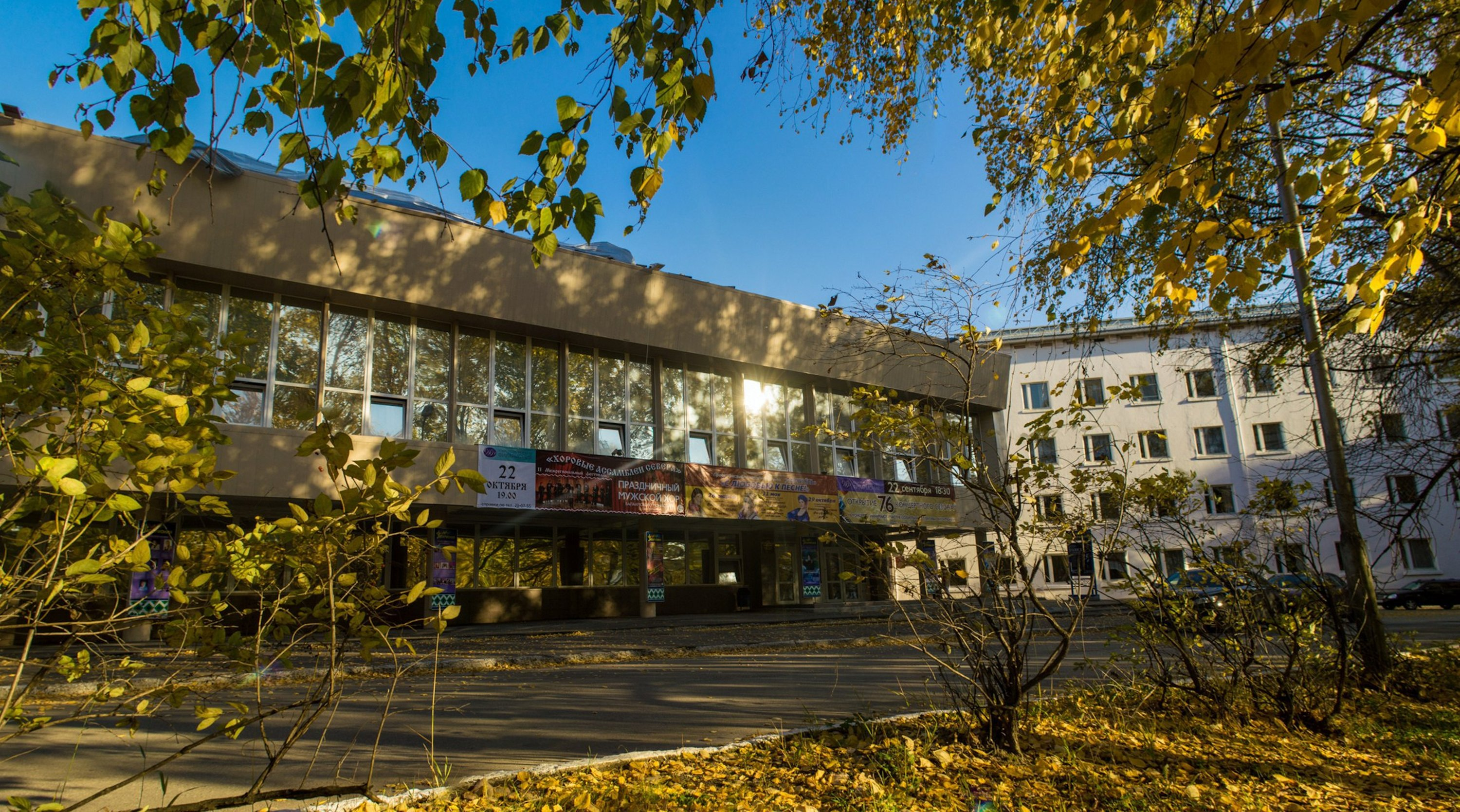
Коми республиканская филармония

Первый театральный спектакль в Усть-Сысольске датируется 1821 годом. Это был любительский спектакль «Филаткина свадьба». Его организовала молодая девушка — петербургская дама Александра Осиповна Ишимова. Это было разовое мероприятие.
Регулярно любительские спектакли в Усть-Сысольске начали ставить с 1831 года, когда театралы-любители попросили разрешения у городничего ставить спектакли. Городничий забеспокоился и написал за разрешением губернатору. Тот разрешил, но потребовал представить список пьес. Театралы выписали 21 произведение, которые они собирались ставить. Спектакли ставили регулярно (обычно в зимнее время) по одному представлению в неделю.
Первый профессиональный театр «Сыкомтевчук» появился в городе в 1921 году, возглавил его первый коми-драматург В. А. Савин.
- Театр драмы им. В. Савина. В 1978 году в связи с 90-летием Виктора Савина Коми Республиканскому драматическому театру присвоено его имя. В 2007 году старое здание театра полностью снесли. На его месте построили новое здание театра внешне напоминающее старое здание театра, но с современным техническим наполнением: сцена с круговым и полосным движением, 4 световые ложи, крыша с подогревом, установлены хрустальные испанские люстры и стенные панели из Швеции, появилась библиотека и студия видеозаписи. Спектакли в новом здании театра могут идти одновременно в двух залах. Открытие нового театра драмы в Сыктывкаре состоялось 21 августа 2009 года, полное открытие — в конце 2009 года).
- Театр оперы и балета Республики Коми, расположенный в Сыктывкаре, открылся 26 августа 1958 года премьерой знаменитой оперы П. Чайковского «Евгений Онегин» как музыкальный театр. Он открылся при активном участии артистов — бывших политических осуждённых Воркутлага, в первую очередь певца Бориса Дейнеки, ставшего художественным руководителем театра[132]; ныне театр представляет своим зрителям как постановки известных российских и западных авторов («Весёлая вдова», «Фаворитка», «Сильва»), так и национальные спектакли. Среди них ключевое место занимает балет «Яг Морт», основанный на сюжете эпоса коми.
- Коми Республиканская филармония включает в свой состав Государственный ансамбль песни и танца «Асъя кыа», ансамбль народной музыки и песни «Зарни ёль», ансамбль инструментальной музыки «Вдохновение», а также солистов: народного артиста Республики Коми Алексея Моисеенко, заслуженного артиста Республики Коми Фёдора Святовца, заслуженную артистку Республики Коми Алевтину Вострикову, Викторию Ребёнко, Викторию Пыстину, Ольгу Кравцову и Веру Булышеву. Ансамбль «Асъя кыа» является визитной карточкой культуры Коми республики на многих международных фестивалях[133].
- Исключительно национальными постановками занимается Национальный музыкально-драматический театр Республики Коми. Все спектакли в нём идут на языке коми, с синхронным переводом на русский язык. В репертуаре театра сочетаются драматическое искусство и вокально-инструментальное наследие фольклора народа коми. Синтез этих двух направлений дал образцы театрального действа, отражающие эзотерическое мироощущение северного народа коми — спектакли, созданные на основе фольклорных материалов, народного эпоса, песен и обрядов коми и представляющие самые разнообразные жанры: народную драму, музыкально-эпическую поэму, музыкальную комедию, мифологический сказ, современную драму, легенду, детскую сказку.

### Кинотеатры

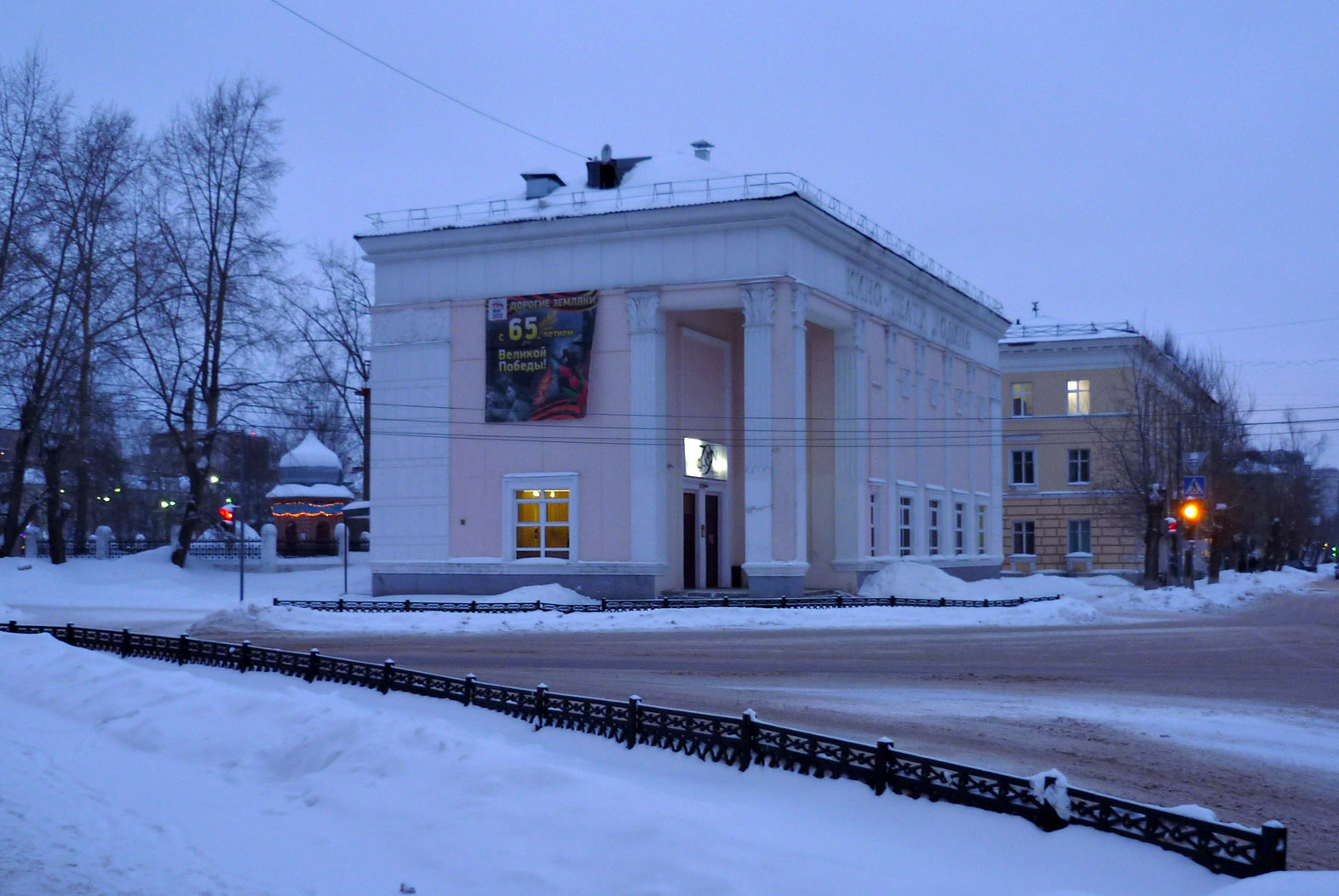
Бывший кинотеатр «Родина»

Современные многозальные кинотеатры располагаются в торговых центрах города: «Радуга 3D» в ТРЦ «Радуга», два кинотеатра «РубЛион Синема» в ТРК «РубликЪ» и ТРЦ «Июнь» ,"Скай Синема" в ТРЦ «Парма» ". С 2012 года В ТРЦ «Макси» работает кинотеатр «Кронверк Синема» с единственным в Республике Коми залом IMAX.
Кроме современных кинотеатров в городе сохранились некоторые здания кинотеатров советского периода. Здание кинотеатра «Родина» построено в 1937—1940, сейчас в нём располагается ночной клуб. В стенах кинотеатра «Октябрь», построенного в 1954 году по типовому проекту архитектора «Гипрокино» Зои Иосифовны Брод, располагается "Центр досуга и кино «Октябрь», где проводятся кинопоказы, культурно-массовые и просветительские мероприятия.
В городе располагается кинопрoкатнaя организация «Комикино». Фильмофонд «Комикино» насчитывает более 7 000 наименований художественных, анимационных и документальных фильмов, включая редкие, эксклюзивные, единственные экземпляры на киноплёнке и цифровых носителях.

### Музеи и галереи
Первый музей этнографии и археологии появился в Усть-Сысольске в 1911 году.
- Национальный музей Республики Коми и Отдел Природы (г. Сыктывкар, ул. Коммунистическая, 6).
- Отдел этнографии Национального музея Республики Коми (г. Сыктывкар, ул. Коммунистическая, 2).
- Отдел истории Национального музея Республики Коми (г. Сыктывкар, ул. Ленина, 57).
- Зоологический музей Сыктывкарского государственного университета (г. Сыктывкар, ул. Петрозаводская, 120).
- Музей археологии и этнографии Сыктывкарского государственного университета (г. Сыктывкар, Катаева, 21).
- Музей истории просвещения Коми края Сыктывкарского государственного университета (г. Сыктывкар, Октябрьский проспект, 55).
- Научный геологический музей им. А. А. Чернова института геологии Коми НЦ УрО РАН (г. Сыктывкар, ул. Первомайская, 54).
- Литературный музей Ивана Куратова (отдел Национального музея РК, г. Сыктывкар, ул. Орджоникидзе, 2).
- Дом-музей И. П. Морозова (отдел Национального музея РК, г. Сыктывкар, ул. Кирова, 32). Здание музея — точная копия деревянного дома родителей Морозова из села Межадор[136].
- Литературно-театральный музей им. Дьяконова Н. М. (г. Сыктывкар, Эжва, ул. Маяковского, 3).
- Музей Олимпийской чемпионки Раисы Сметаниной (г. Сыктывкар, ул. Тентюковская, 301). В музее собран материал по истории развития лыжных гонок II половины XX века.[137]
- Национальная галерея Республики Коми (г. Сыктывкар, ул. Кирова, 44). В картинной галерее представлена живопись, графика коми художников XX века, русское изобразительное искусство XVIII-начала XX вв., России XX века и небольшое количество картин западноевропейских художников XVII—XX веков.

### Библиотеки

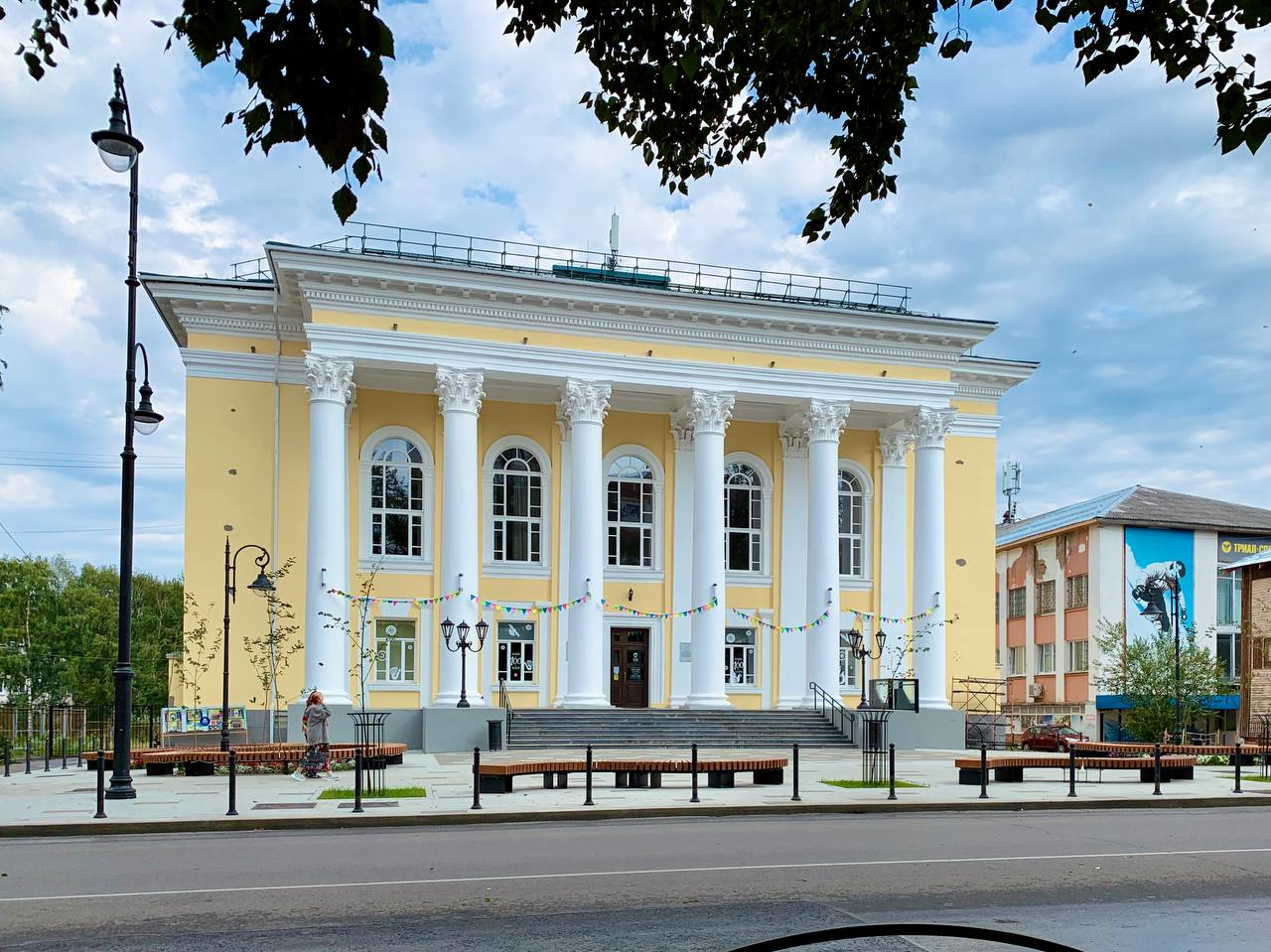
Национальная библиотека Республики Коми

В 1837 году была открыта первая библиотека. За пользование книгами была установлена плата. В 1867 году (через 30 лет после открытия) библиотека насчитывала всего 39 читателей, в том числе 4-х крестьян.
В Сыктывкаре действуют региональные и муниципальные библиотеки, а также библиотеки научных и учебных заведений города, специальные библиотеки:
- Национальная библиотека Республики Коми;
- Национальная детская библиотека Республики Коми имени С. Я. Маршака;
- Молодёжная библиотека Республики Коми;
- Центральная городская библиотека и Центральная городская детская библиотека с территориальными библиотеками-филиалами, которые образуют Центральную библиотечную систему города Сыктывкара;
- Научная библиотека Сыктывкарского государственного университета;
- Научная библиотека Коми научного центра Уральского отделения Российской академии наук;
- Коми республиканская специальная библиотека для слепых имени Луи Брайля.

## Градостроительство и архитектура
В Сыктывкаре обслуживают и управляют жилым фондом 40 управляющих компаний, 117 товариществ собственников жилья, всего — 178 организаций
Большинство районов Сыктывкара застраивается высотными благоустроенными зданиями, но в то же время почти в каждом из них всегда есть какой-то процент ветхого деревянного жилья и частных домов.
В столице Коми преобладает доля «хрущёвок» в пяти, девяти и четырнадцати этажном исполнении, а также деревянные двухэтажные дома, многие из которых включены в программу переселения. Правительство республики и города ведёт строительство новых домов для переселенцев в разных районах города: Кочпон, Чит, Ручейная.
С 2013 по 2017 год проводилась программа по переселению из ветхого и аварийного жилья — как правило, это деревянные двухэтажные здания.

### Планировка, градостроительство и достопримечательности

#### XVI—XVIII века
Наиболее старые здания построены в начале XIX века, хотя в исторических документах «селение на устье Сысолы» известно с 1586 года. В писцовой книге на Сысольскую волость 1586 г. в Усть-Сысольском погосте перечисляются клетская церковь, 3 двора священнослужителей и 6 дворов крестьян. В 1628 г. в Усть-Сысольске была открыта таможенная изба для сбора пошлины с привозимых товаров, в 1646 году появилась вторая деревянная церковь и число дворов составило 76. В начале XVIII века в Усть-Сысольске выдвинулась купеческая семья Сухановых. В 1740 г. на средства Сухановых была построена кирпичная Покровская церковь, а в 1768 г. кирпичный Троицкий собор. Каменные церкви простояли до 1930-х гг. и сохранились их фотографии.
В 1783 году архитекторы «Комиссии строений» П. Р. Никитин и П. И. Обухов разработали «План города Усть-Сысольска», в котором был использован опыт Санкт-Петербурга. В основу была положена трёхлучевая система в сочетании с прямоугольной планировкой. Была запроектирована центральная площадь и парадная набережная. Своим фасадом город раскрывался на р. Сысолу. Улицы располагались лучами, расходящимися от реки, и дугами, параллельными ей. От городской площади (ныне Стефановской) улицы расходятся в двух направлениях: с востока на запад и с севера на юг, образуя чёткие квадраты кварталов. Всего в плане намечалось 26 кварталов, 12 улиц и 476 плановых мест под застройку домов. В документе 1783 года были записаны такие улицы как 1-я Продольная, 2-я Поперечная, Набережная, Покровская.
Именным указом от 16 (27) января 1784 года был утверждён генеральный план застройки Усть-Сысольска. Согласно ему, в черту города вошли прилегавшие к нему небольшие селения: Вичкодор, Подгорье, Кируль, Половина, Кокулькар, Микулсикт, Изкар, Котинев (Котюнев), Тентюковгрезд, Титовгрезд, Ганягрезд.
В 1733 году началось строительство одноэтажной каменной Покровской церкви, освящённой в 1740 году. В 1792 году началось строительство на втором этаже этого же здания Спасской церкви, освящённой в 1808 году.
В 1753—1768 годах по соседству построили каменную Троицкую церковь. Позднее к ней пристроили колокольню. Все вместе они составляли — Троицкий собор на берегу Сысолы.
Памятником каменной архитектуры XIX века является дом Сухановых (1804). Он построен по «образцовому» проекту, составленному в конце XVIII века и на сегодняшний день является старейшим каменным зданием в Сыктывкаре.
В 1820 году построили Вознесенскую церковь в Кируле.
В 1856—1882 годах был воздвигнут Стефановский собор, нижняя церковь которого действовала с 1883 года. В 1896 году на втором этаже здания была освящена верхняя церковь.

#### Вторая половина XIX века — начало XX века
Во 2-й половине XIX века были построены гражданские каменные здания: дом Суворовых (1879), подворье Ульяновского монастыря (1881), духовное училище (1890) магазин купца Дербенёва и др. Другим историческим и архитектурным памятником является религиозная школа (семинария), построенная в 1890 году. Теперь это музей.
Более широко строительство гражданских зданий развернулось в начале 20 века. Построены здания ремесленной школы (1906) и пожарной охраны (1907), женская гимназия (1914) и уездная земская больница (1916). По архитектурным особенностям наибольший интерес вызывают здание духовного училища на ул. Кирова, построенное по проекту вологодского архитектора В.Фёдорова, и пожарная каланча на ул. Советской.

#### Советский период
В годы советской власти развернулось строительство общественных зданий в г. Сыктывкаре. Были построены каменные здания Облисполкома (1926), Госбанка (1932, архитектор В. П. Степанов), Драматического театра (1932, архитектор Щербаков, Москва), Дом печати (1936, архитектор Ноткин, Москва), Республиканская больница (1938, архитекторы Каплун и Лерман, Москва), пединститут и гостиница «Север» (1938, И. А. Минин). Все эти здания построены в стиле «конструктивизма».
В 1938 году по проекту А. В. Зикеева построено здание НКВД, ныне Министерство внутренних дел с 8-колонным портиком. С этого времени снова начали использовать классическое наследие в архитектуре.
В 1939 году построен кинотеатр «Родина» по проекту Изотова и первый полностью благоустроенный жилой дом по ул. Кирова, 28 по проекту Ф. А. Тентюковой с аркой и симметричным расположением балконов.
В 1950-е годы и общественные, и жилые здания строили в стиле классицизма. Это областной совет профсоюзов, жилые дома по ул. Советской (по проектам А. В. Зикеева), Дворец пионеров (по проекту Ф. А. Тентюковой).
В 1953 году был составлен новый проект планировки и застройки Сыктывкара (автор А. А. Шестаков).
В январе 1955 года Совет Министров РСФСР утвердил новый генеральный план застройки Сыктывкара.
В 1958 году построено монументальное здание Республиканской библиотеки с колоннами коринфского ордера (авторы Лопатто и Лысяков).
В 1961 году построено здание Коми обкома КПСС, в 1964 году — аэровокзал.
2 февраля 1964 года открыто здание железнодорожного вокзала, построенное Строительно-монтажным поездом № 235 Печорстроя.
В 1968 году по проекту А. Д. Турчанинова построен музыкальный театр.
В 1960-е годы изменилась концепция массовой жилой застройки. Строительство заводов крупнопанельного домостроения предопределило проектирование и застройку по очень ограниченным и жёстким типовым проектам. Впервые в практике застройки Сыктывкара появились крупные планировочные образования — жилые районы.

Изображение лесозаготовителя на стене панельного дома на улице Коммунистической

В январе 1969 года сдан в эксплуатацию первый девятиэтажный кирпичный дом на Октябрьском проспекте.
8 октября 1971 года на ЦВК был пущен в работу первый водогрейный котёл ПТВМ-50 мощностью 50 Гкал/ч. С этого момента начинается централизованное теплоснабжение Сыктывкара.
6 июля 1972 года в большом зале Дома политпросвещения Коми обкома КПСС проходило выездное заседание Госстроя РСФСР, утвердившее основные положения нового генерального плана Сыктывкара на период до 2000 года.
В 1972 году построен мост через Сысолу по направлению на Краснозатонский.
30 марта 1973 года вода из реки Вычегда по новому водопроводу пришла в дома сыктывкарцев.
8 июня 1973 года исполком горсовета принимает решение о проектировании и строительстве нового учебного городка Сыктывкарского госуниверситета в районе Тентюково (около «Орбиты»).
19 июня 1973 года руководители областного и городского комитетов партии, Совета Министров Коми АССР, исполкома горсовета в институте Комигражданпроект рассмотрели и одобрили основные направления застройки Октябрьского жилого района столицы.
22 октября 1973 года Совет Министров РСФСР утвердил новый (шестой по счёту) генеральный план Сыктывкара, рассчитанный до 2000 года. Первый генплан (план застройки) Усть-Сысольска (Сыктывкара) был утверждён 16 января 1784 года.
21 декабря 1973 года Сыктывкарская швейная фабрика «Комсомолка» справила новоселье в новом здании по улице Первомайской.
28 июня 1974 года на площади около музыкального театра состоялся митинг трудящихся Сыктывкара, посвящённый закладке камня на месте будущего памятника И. А. Куратову (в честь 135-летия со дня его рождения).
1 августа 1974 года утверждён окончательный вариант проекта нового здания Сыктывкарского горисполкома по улице имени Бабушкина.
9 сентября 1974 года по улице имени Бабушкина вступило в строй новое здание консульства Народной Республики Болгарии.

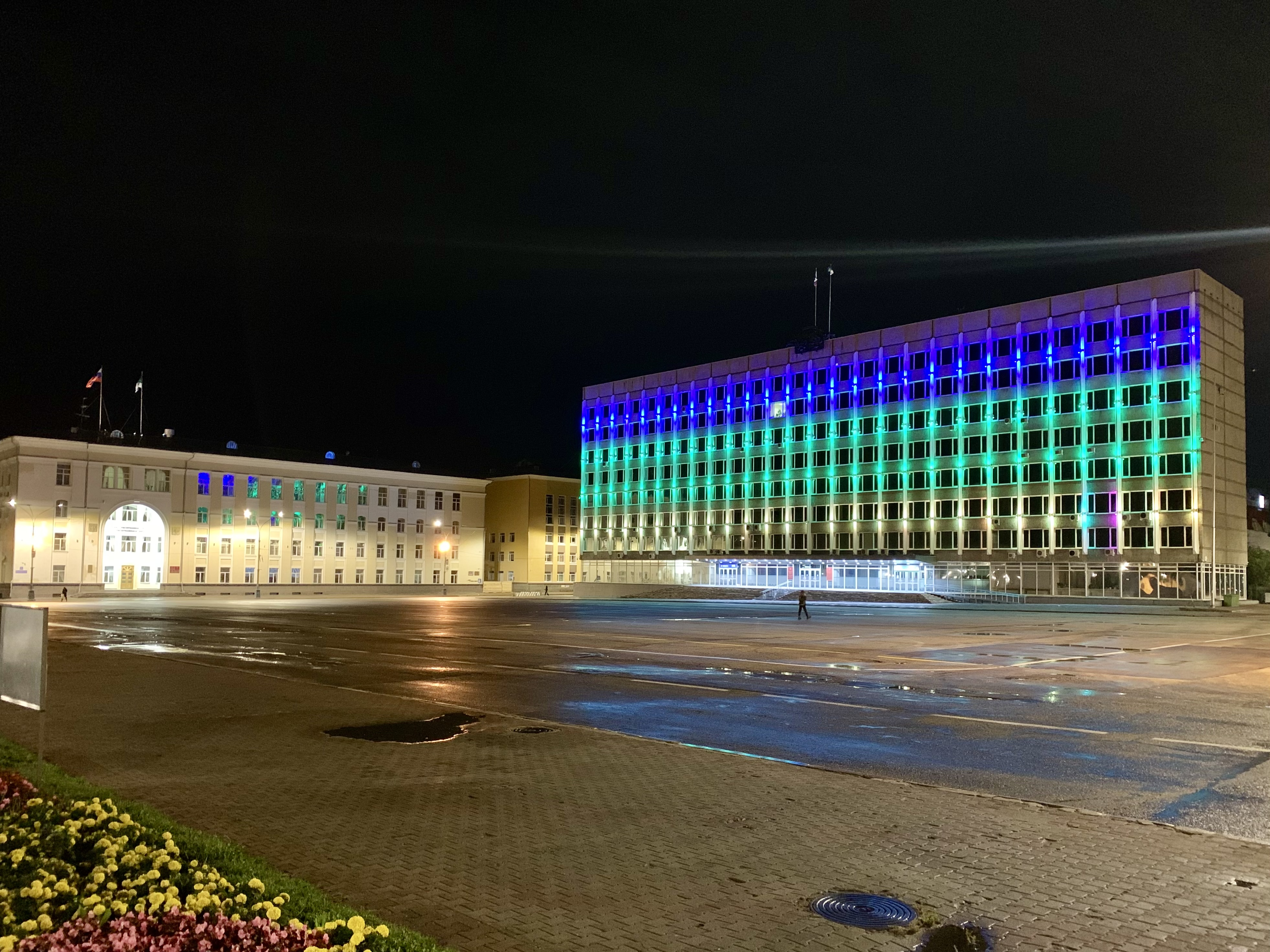
Стефановская площадь. Подсветка Госсовета в цветах флага Республики Коми

9 мая 1975 года состоялась закладка памятника — монумента Славы — сыктывкарцам, погибшим в Великой Отечественной войне 1941—1945 гг. (около Дома печати). 20 августа 1981 года состоялось торжественное открытие мемориала.
При проектировании Западного жилого района в основу проекта была заложена задача подчеркнуть средствами архитектуры значимость главной улицы района и города — Коммунистической (архитектор проекта В. Сенькин). На протяжении 3 км от набережной Сысолы до железнодорожного вокзала она предстала в проекте как анфилада площадей, нанизанных вдоль всей улицы. На всех площадях строились лучшие по тем временам здания. На Стефановской площади выросли здания Дома Советов (В. Ширшов, Г. Ильяшенко), филармонии и банка.
На перекрёстке улиц Советская и Куратова в 1985 году построено здание Куратовского райкома КПСС, теперь там находится Республиканский диагностический центр. Авторы проекта — А. Ракин и П. Резников. Здание имеет интересную форму и фактуру фасада.

#### После 1991 года
Летом 1993 года принят окончательный проект генерального плана Сыктывкара, выполненный Российским научно-исследовательским и проектным институтом урбанистики (главный архитектор — О. В. Красовская, руководитель проекта — И. С. Майзель). 11 декабря 2009 года депутатами столицы Коми был утверждён новый генеральный план Сыктывкара.

### Церкви и храмы
В Сыктывкаре действуют православные храмы:
- Свято-Стефановский кафедральный собор[142];
- Свято-Казанский храм;
- Свято-Вознесенский Храм;
- Свято-Преображенский храм;
- Храм Покрова Пресвятой Богородицы;
- Храм Смоленской иконы Божией Матери[143]
- Церковь Святого Благоверного Князя Александра Невского
- Церковь Вознесения Христова;

Кроме того, в городе действуют:
- Церковь Христа Спасителя христиан-баптистов

### Памятники монументального искусства
На улицах и площадях Сыктывкара установлено 17 памятников, два мемориала, 11 памятных знаков, одна скульптура, 95 мемориальных досок, посвящённых личностям и историческим событиям, среди которых:
- Мемориал «Вечная слава», или Вечный огонь — комплекс, построенный в 1981 году в честь сыктывкарских воинов, погибших в Великой Отечественной войне. Мемориал расположен в центре города, на «Аллее героев». Перед мемориалом установлена чаша с «вечным огнём»[a].
- Памятник павшим в годы гражданской войны
- Монумент Трудовой Славы — 22-метровый факел из полированного авиационного титана (образуется из трёх символических знамён), украшенный тремя орденами из кованной меди. Установлен в честь достижений трудящихся Коми АССР и награждения республики орденами Ленина (22 января 1966), Октябрьской революции (20 августа 1971) и Дружбы народов (29 декабря 1972). Считается одной из визитных карточек города. Установлен в 1977 году на пересечении улицы Коммунистической и Октябрьского проспекта. Авторы — архитекторы П. П. Резников, А. А. Куров; конструктор — Л. Рочев.
- Памятник «Скорбящий воин».
- Памятник букве «Ӧ».
- Памятник Рублю — монумент, посвящённый валюте Российской Федерации, представляет собой металлический символ рубля. В апреле 2018 года был разрушен вандалами, 7 мая 2019 года был возвращён на прежнее место на Стефановской площади.
- Памятник «Юноша с птицей» (первоначальное название — «Рассвет над Чукоткой»[145]) установлен у здания аэровокзала к 50-летию коми авиации (в 1980 году) вместо памятника Владимиру Ленину. Скульптор И. Гущин, архитектор Б. Бровчин. Медный памятник изображает молодого оленевода, который восхищается полётом птиц и мечтает научиться летать.
- Памятник Домне Каликовой — возведён скульптором В. А. Рохиным в 1979 году[146] в честь героини Гражданской войны, расположен напротив Русской гимназии. Скульптура создана из нержавеющего сплава.
- Памятник Ивану Куратову — установлен в 1977 году перед зданием Театра оперы и балета. Авторы памятника — скульптор В. Н. Мамченко, архитектор В. З. Эдельгаус[146].
- Памятник Виктору Савину — установлен в 1994 году перед Государственным академическим театром драмы имени Савина. Авторы памятника — скульптор В. А. Безумов; архитекторы А. П. Толмачёва, Н. А. Тюлюкова, М. А. Шахов. Скульптура сделана из бронзы, постамент, на котором стоит памятник, — из гранита[147].
- Памятник Георгию Димитрову.
- Памятник Николаю Оплеснину.
- Памятник В. А. Малышеву, расположен в микрорайоне «Орбита», напротив «МАОУ» СОШ № 25, возведённый из бронзы в 1988 году.
- Памятник Александру Алексееву. Установлен перед зданием Управления ФСБ. Открытие памятника — август 2000 года. Автор памятника — скульптор В. Н. Мамченко.
- Памятник Михаилу Бабушкину. Первоначально памятник был установлен в 1941 году на перекрёстке улиц Кирова и Бабушкина. В 1972 году памятник был перенесён в сквер к кинотеатру «Родина». Автор — скульптор Н. Е. Саркисов. Материал — бронза. Постамент — бетон, облицованный гранитом.
- Памятник Владимиру Ленину на Стефановской площади. Установлен на Юбилейной (ныне Стефановской) площади. Скульпторы — Лев Кербель, В. И. Буякин. Архитекторы — В. Н. Датюк, С. А. Феоктистов. Материал — гранит. Памятник установлен в честь 50-летия Октябрьской революции и открыт 5 ноября 1967 года. Памятник представляет собой гранитный пилон, из которого появляется фигура Ленина на фоне развевающегося знамени. Надпись на памятнике: коми Ленинлы — коми йбзсянь, рус. Ленину — от коми народа.
- Памятник Питириму Сорокину, открыт перед входом в Сыктывкарский государственный университет 22 августа 2014 года, скульптор Андрей Ковальчук[148].
- Памятник «Чернобыльцам» напротив "МАОУ СОШ № 1,представляет собой массивный камень с вырезанной каменной плитой и гранитным ядром посередине. Мемориал посвящён ликвидаторам аварии на Чернобыльской АЭС.
- Памятник Петру и Февронии, около Собора Святителя Стефана Пермского, представляет собой две бронзовые скульптуры, в чьих руках два голубя, символизирующих веру, надежду, и любовь. Открыт 7 мая 2014 года, архитектор Андрей Галушкин.

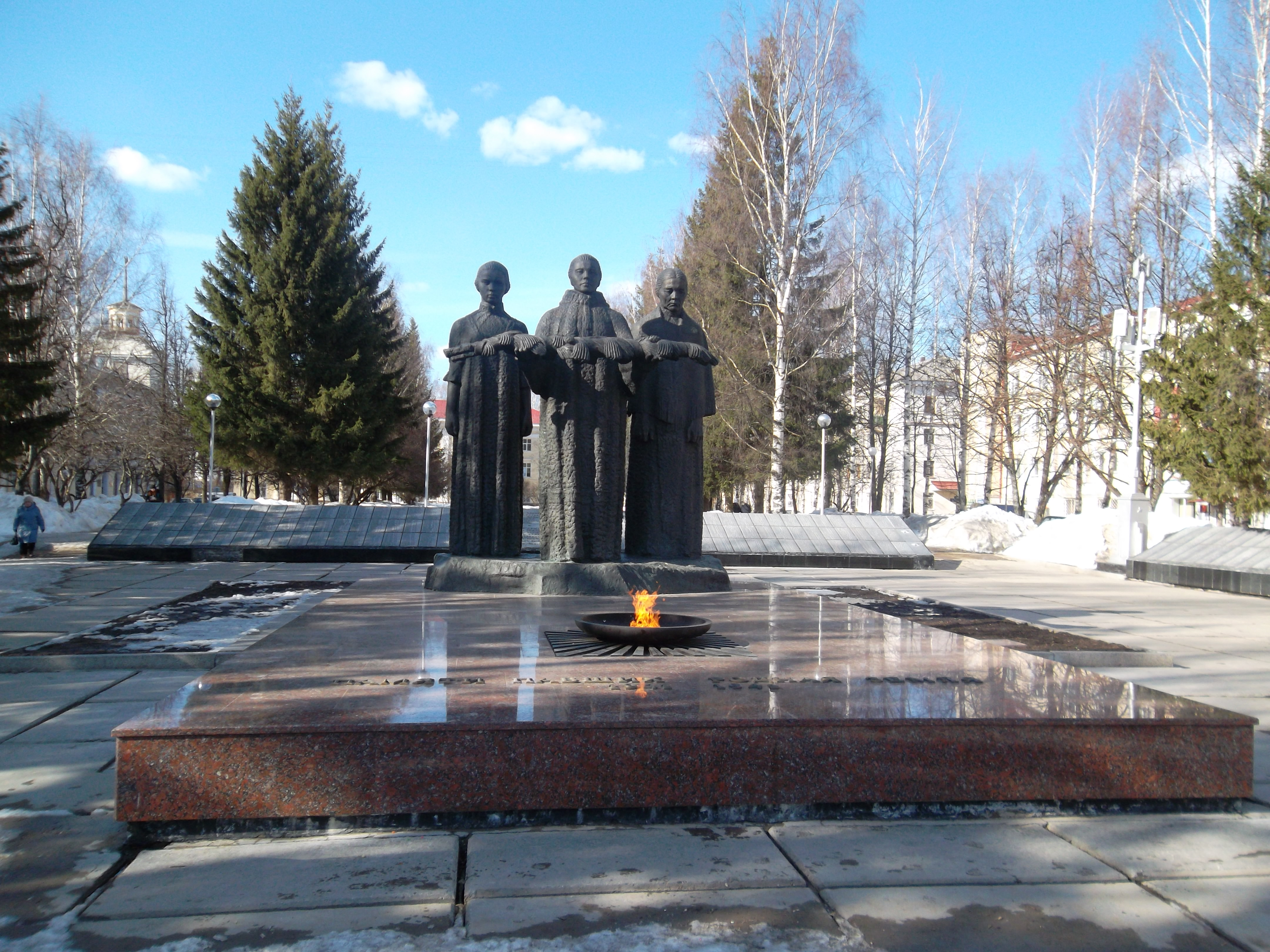
Мемориал «Вечная слава»
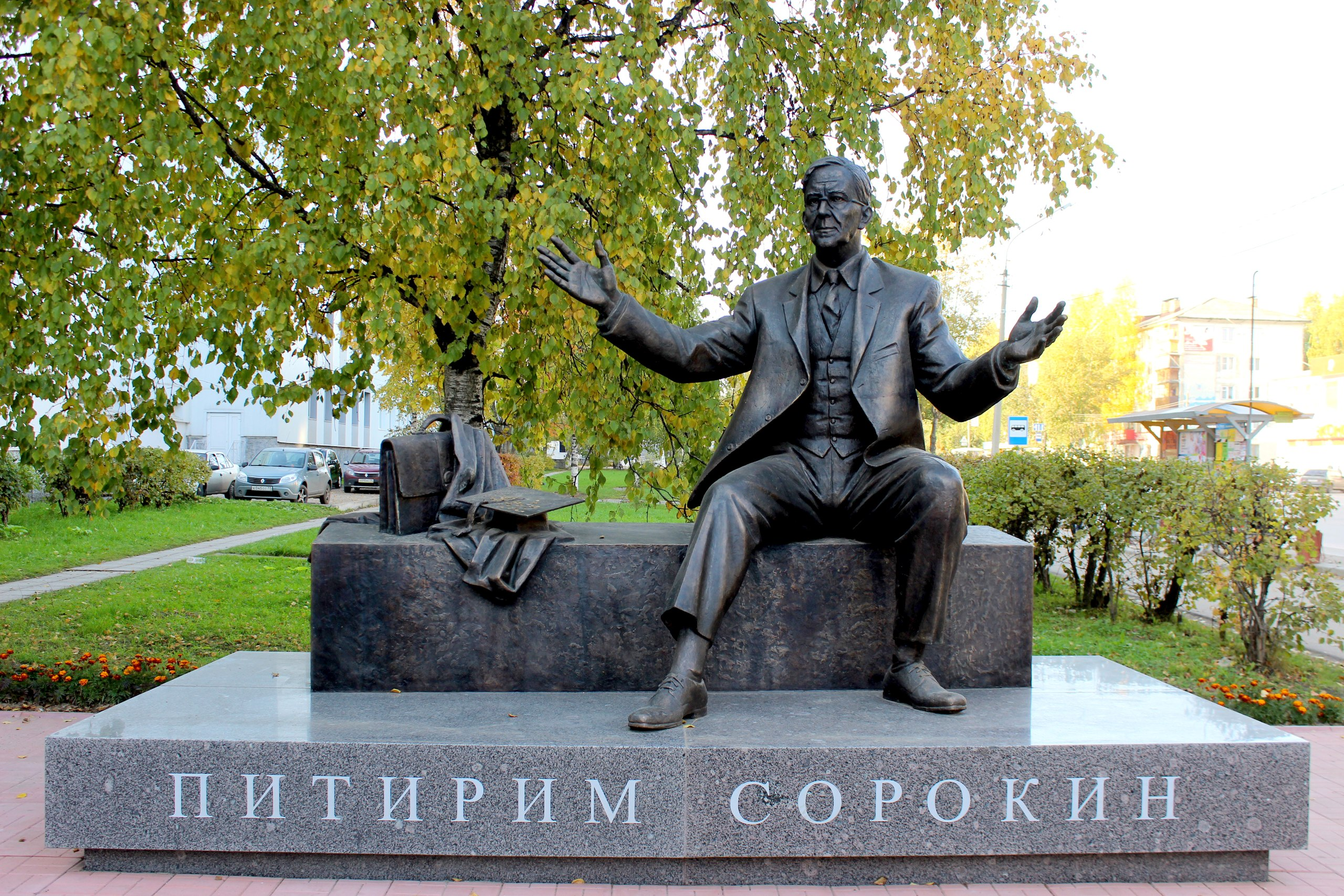
Памятник Питириму Сорокину
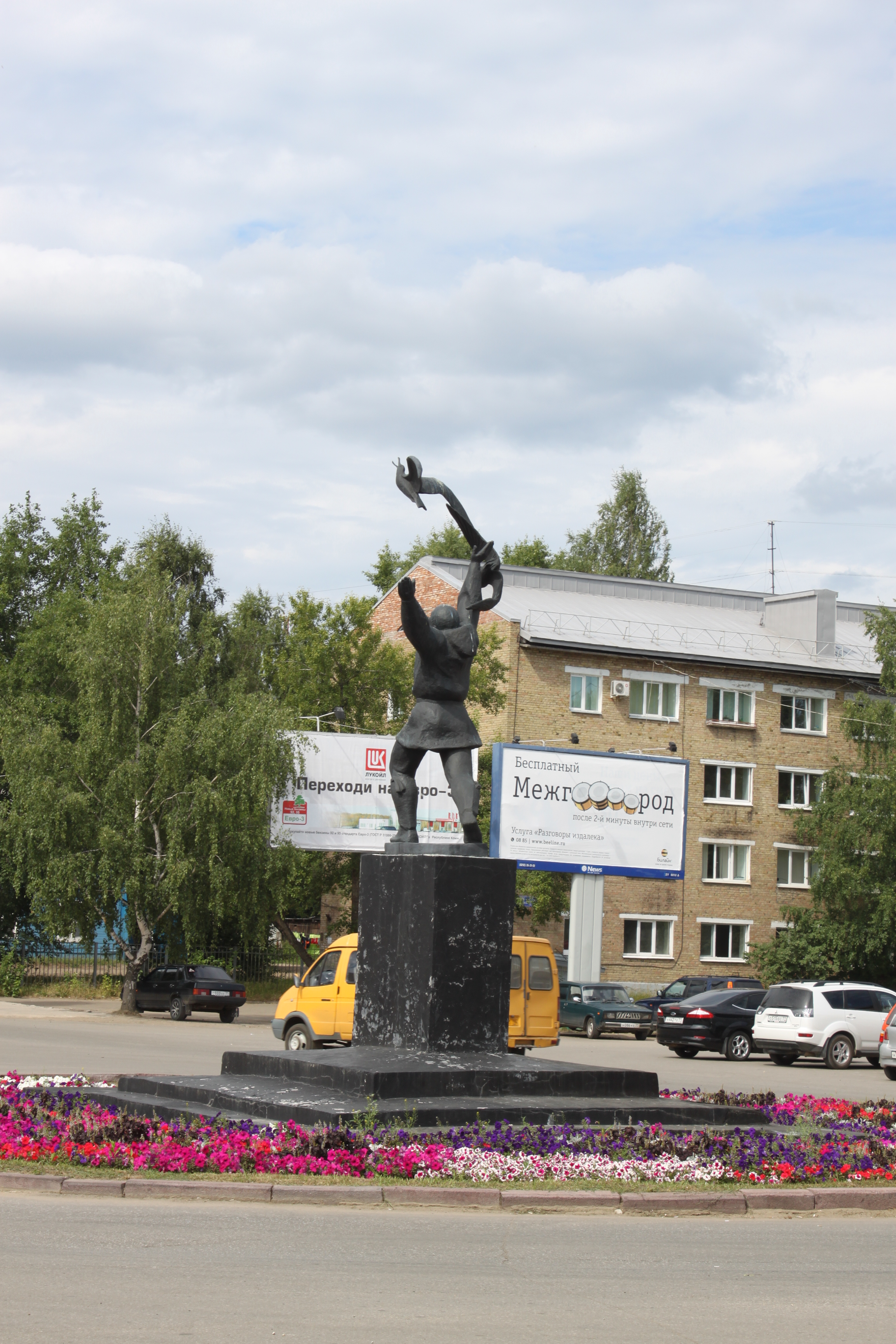
Памятник «Юноша с птицей»
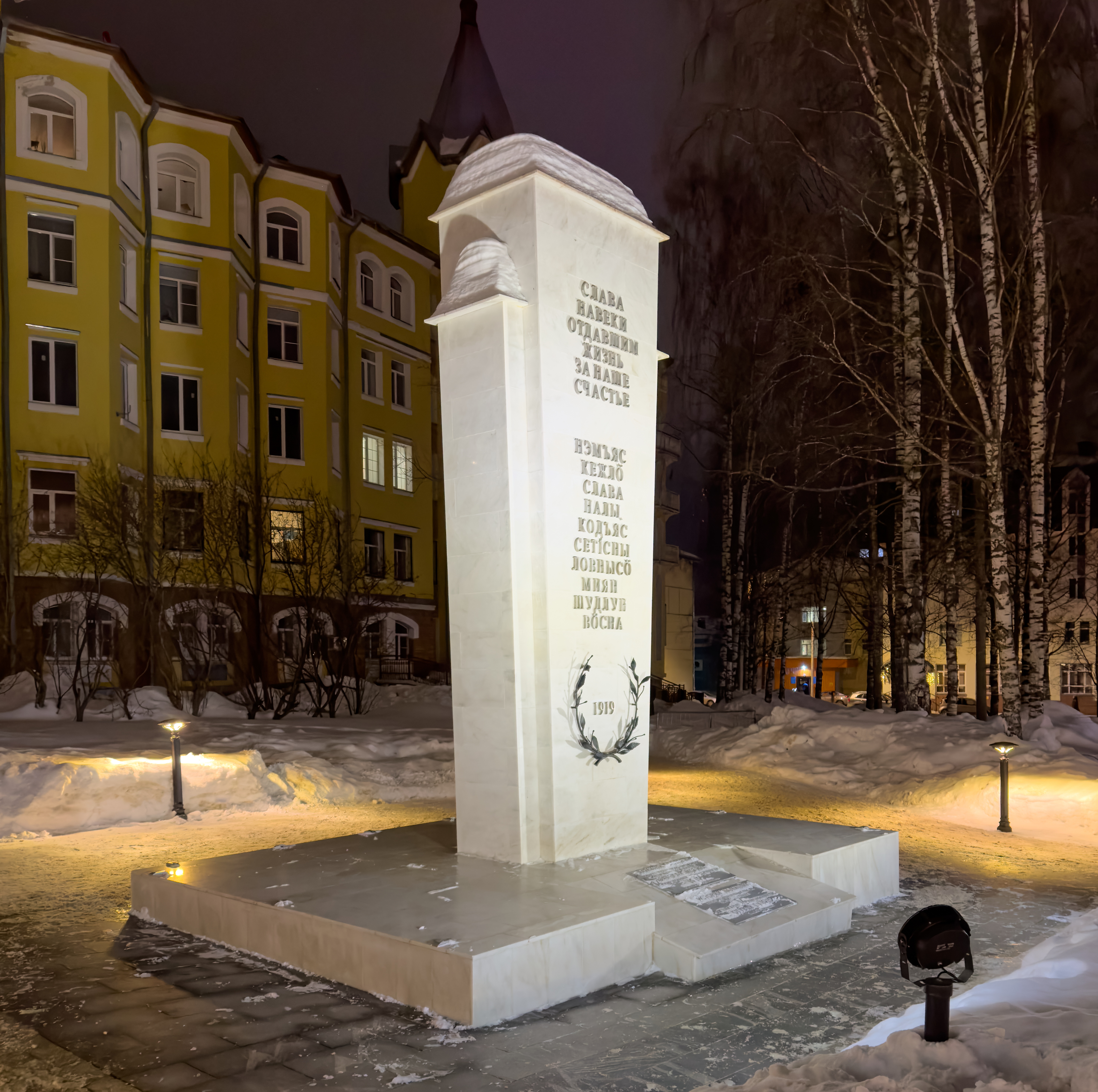
Памятник «Павшим в боях за советскую власть в Коми крае»

### Улицы города
Большинство названий улиц старинного Усть-Сысольска были связаны с именами святых и православными праздниками: Покровская, Трёхсвятительская, Предтеченская, Никольская, Спасская, Троицкая, Георгиевская. Четыре улицы были названы в связи с их географическим положением: Западно-Загородная, Северо-Загородная, Юго-Загородная и Набережная. Сухановская носила имя крупных усть-сысольских купцов.
Газета «Зырянская жизнь» 14 ноября 1918 года сообщала, что улица Спасская стала Советской, Троицкая превратилась в улицу Ленина, Покровская — в Республиканскую, Трёхсвятительская — в Коммунистическую, Предтеченская получила название Трудовой, Никольская стала Пролетарской, Георгиевская была переименована в Интернациональную, Сухановская в Рабочую, Западно-Загородная — в Коми-грезд, Юго-Загородная — в Крестьянскую.
За годы первых послевоенных пятилеток город Сыктывкар значительно вырос и благоустроился. В 1958 году в нём имелось более 100 улиц, протяжённость которых составляла свыше 45 километров, причём меньше половины из них были асфальтированы и вымощены камнем.

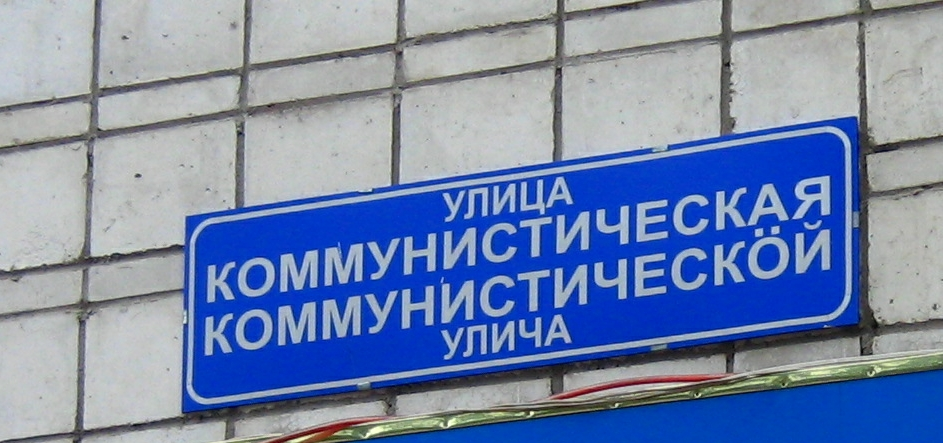
Улица Коммунистическая: название на русском и коми языках

В 2007 году Сыктывкар вместе с Лесозаводом и Нижним Човом, но без Эжвинского района и пригородных посёлков насчитывает 123 улицы, 23 проезда, 20 переулков, один проспект и один бульвар. Общее количество улиц Сыктывкара со всеми окрестностями, по словам городских архитекторов, перевалило за 200. Кроме того, в столице Коми разбито 10 скверов и около 30 площадей, включая официальные, транспортные, привокзальные, в жилых районах и возле торговых центров. Также через город проходят несколько шоссе: Сысольское (в сторону Кирова), Ухтинское и Нювчимское, которое начинается от поворота на посёлок Краснозатонский.
Улицы в Сыктывкаре именуются на русском и коми языках.
| Список улиц города Сыктывкара | Список улиц города Сыктывкара | Список улиц города Сыктывкара | Список улиц города Сыктывкара | Список улиц города Сыктывкара                                                         | Список улиц города Сыктывкара | Список улиц города Сыктывкара |  |
| Фото                          | Современное название          | Название на коми языке        | Прежние названия | Названа в честь/по                                                                    | Время образования             | Протяжённость                 |  |
| ----------------------------- | ----------------------------- | ----------------------------- | --- | ------------------------------------------------------------------------------------- | ----------------------------- | ----------------------------- |  |
|                               | 28-й Невельской дивизии улица |                               | | 28 Невельская дивизия                                                                 |                               |                               |  |
|                               | Бабушкина улица               | Бабушкин улича                | Сухановская улица (до 1918 г.), Рабочая улица (1918—1938 гг.)                                                                            | Бабушкин, Михаил Сергеевич                                                            | 1938 г.                       |                               |  |
|                               | Банбана улица                 | Банбан улича                  | | Банбан, Николай Кузьмич — директор сыктывкарского аэропорта, заслуженный штурман СССР |                               |                               |  |
|                               | Белинского улица              |                               | |                                                                                       |                               |                               |  |
|                               | Ветеранов улица               |                               | |                                                                                       |                               |                               |  |
|                               | Гоголя улица                  |                               | |                                                                                       |                               |                               |  |
|                               | Горького улица                | Горький улича                 | Северо-Загородная улица | Горький, Максим                                                                       |                               |                               |  |
|                               | Домны Каликовой улица         | Домна Каликова улича          | Юго-Загородная улица (до 1918 г.), Крестьянская улица (1918—1935 гг.), XX-летие МЮД (Международный юношеский день) улица (1935—1957 гг.) | Каликова, Домна Фёдоровна — героиня Гражданской войны                                 | 1957 г.                       |                               |  |
|                               | Жакова улица                  |                               | |                                                                                       |                               |                               |  |
|                               | Журавского улица              |                               | | Журавский, Андрей Владимирович                                                        |                               |                               |  |
|                               | Западная улица                | Рытыввыв улича                | |                                                                                       |                               |                               |  |
|                               | Зои Космодемьянской улица     |                               | |                                                                                       |                               |                               |  |
|                               | Интернациональная улица       | Интернациональнöй улича       | Георгиевская улица (до 1918 г.) | Третий Интернационал                                                                  | 1918 г.                       |                               |  |
|                               | Карла Маркса улица            | Карл Маркс улича              | | Карл Маркс                                                                            |                               |                               |  |
|                               | Католикова улица              |                               | Молодёжный переулок |                                                                                       |                               |                               |  |
|                               | Кирова улица                  | Киров улича                   | Набережная улица (до 1934 г.) | Киров, Сергей Миронович                                                               | 1934 г.                       |                               |  |
|                               | Клары Цеткин улица            |                               | |                                                                                       |                               |                               |  |
|                               | Коммунистическая улица        | Коммунистическöй улича        | Средняя улица (1780—1800 гг.), Трёхсвятительская улица (до 1918 г.)                                                                      |                                                                                       | 1918 г.                       | 9450 м                        |  |
|                               | Комсомольская улица           |                               | |                                                                                       |                               |                               |  |
|                               | Красных Партизан улица        |                               | |                                                                                       |                               |                               |  |
|                               | Крупской улица                |                               | |                                                                                       |                               |                               |  |
|                               | Куратова улица                | Куратов улича                 | Предтеченская улица (до 1918 г.), Трудовая улица (1918—1940 гг.)                                                                         | Куратов, Иван Алексеевич                                                              | 1940 г.                       |                               |  |
|                               | Ленина улица                  | Ленин улича                   | Вторая Продольная улица (1780—1800), Троицкая улица (до 1918 г.)                                                                         |                                                                                       |                               |                               |  |
|                               | Лобанова улица                |                               | |                                                                                       |                               |                               |  |
|                               | Ломоносова улица              |                               | |                                                                                       |                               |                               |  |
|                               | Лыткина улица                 |                               | |                                                                                       |                               |                               |  |
|                               | Малышева улица                |                               | | Малышев, Вячеслав Александрович                                                       |                               |                               |  |
|                               | Маяковского улица             |                               | |                                                                                       |                               |                               |  |
|                               | Мичурина улица                |                               | |                                                                                       |                               |                               |  |
|                               | Морозова улица                |                               | | Морозов, Иван Павлович                                                                |                               |                               |  |
|                               | Олега Кошевого улица          |                               | |                                                                                       |                               |                               |  |
|                               | Орджоникидзе улица            | Орджоникидзе улича            | Покровская улица (до 1918 г.), Республиканская улица (1918—1937 гг.)                                                                     | Орджоникидзе, Серго                                                                   | 1937 г.                       |                               |  |
|                               | Пальшина улица                |                               | |                                                                                       |                               |                               |  |
|                               | Папанина улица                |                               | |                                                                                       |                               |                               |  |
|                               | Парижской Коммуны улица       |                               | |                                                                                       |                               |                               |  |
|                               | Первомайская улица            | Первомай улича                | Западно-Загородная улица (до 1918 г.), Коми грезд (1918—1928 гг.), 1-е Мая (1928—1935 гг.)                                               | Первое мая (праздник)                                                                 | 1935 г.                       |                               |  |
|                               | Петрозаводская улица          | Петрозаводск улича            | | Петрозаводск                                                                          |                               |                               |  |
|                               | Печорская улица               | Печора улича                  | | река Печора                                                                           |                               |                               |  |
|                               | Пионерская улица              |                               | |                                                                                       |                               |                               |  |
|                               | Пушкина улица                 | Пушкин улича                  | Никольская улица (до 1918 г.), Пролетарская улица (1918—1937 гг.)                                                                        | Пушкин, Александр Сергеевич                                                           | 1937 г.                       |                               |  |
|                               | Савина улица                  |                               | |                                                                                       |                               |                               |  |
|                               | Советская улица               | Сöветскöй улича               | Первая Продольная улица (1780—1800), Спасская улица (до 1918 года)                                                                       |                                                                                       |                               |                               |  |
|                               | Стаханова улица               |                               | |                                                                                       |                               |                               |  |
|                               | Тентюковская улица            |                               | |                                                                                       |                               |                               |  |
|                               | Чехова улица                  |                               | |                                                                                       |                               |                               |  |
|                               | Чкалова улица                 |                               | |                                                                                       |                               |                               |  |
|                               | Школьная улица                |                               | |                                                                                       |                               |                               |  |
|                               | Шолохова улица                |                               | |                                                                                       |                               |                               |  |
|                               | Энгельса улица                | Энгельс улича                 | | Фридрих Энгельс                                                                       |                               |                               |  |
|                               | Южная улица                   |                               | |                                                                                       |                               |                               |  |
|                               | Юхнина улица                  |                               | |                                                                                       |                               |                               |  |

## Средства массовой информации
В Сыктывкаре представлены центральные и местные (городские и республиканские) печатные и электронные средства массовой информации.

### Телевидение

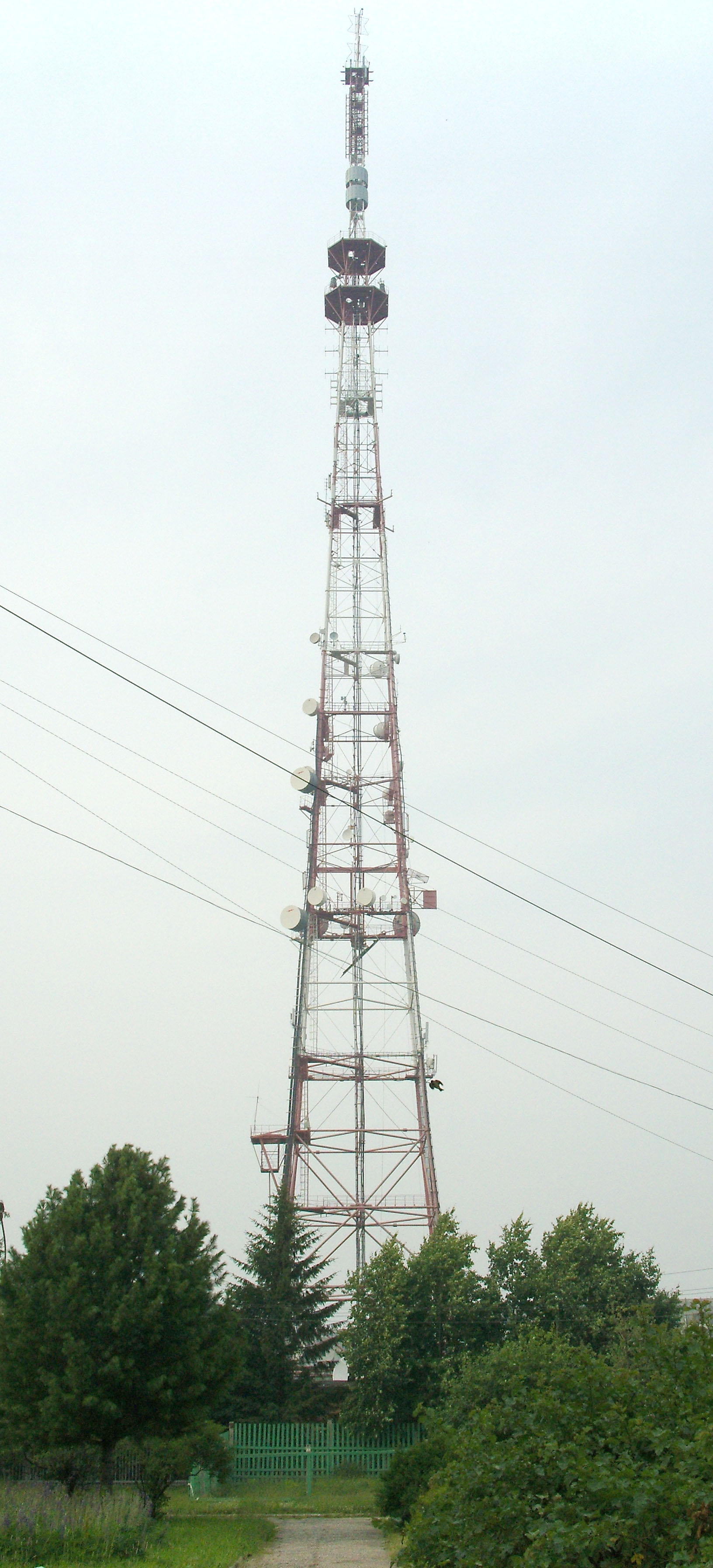
Телебашня

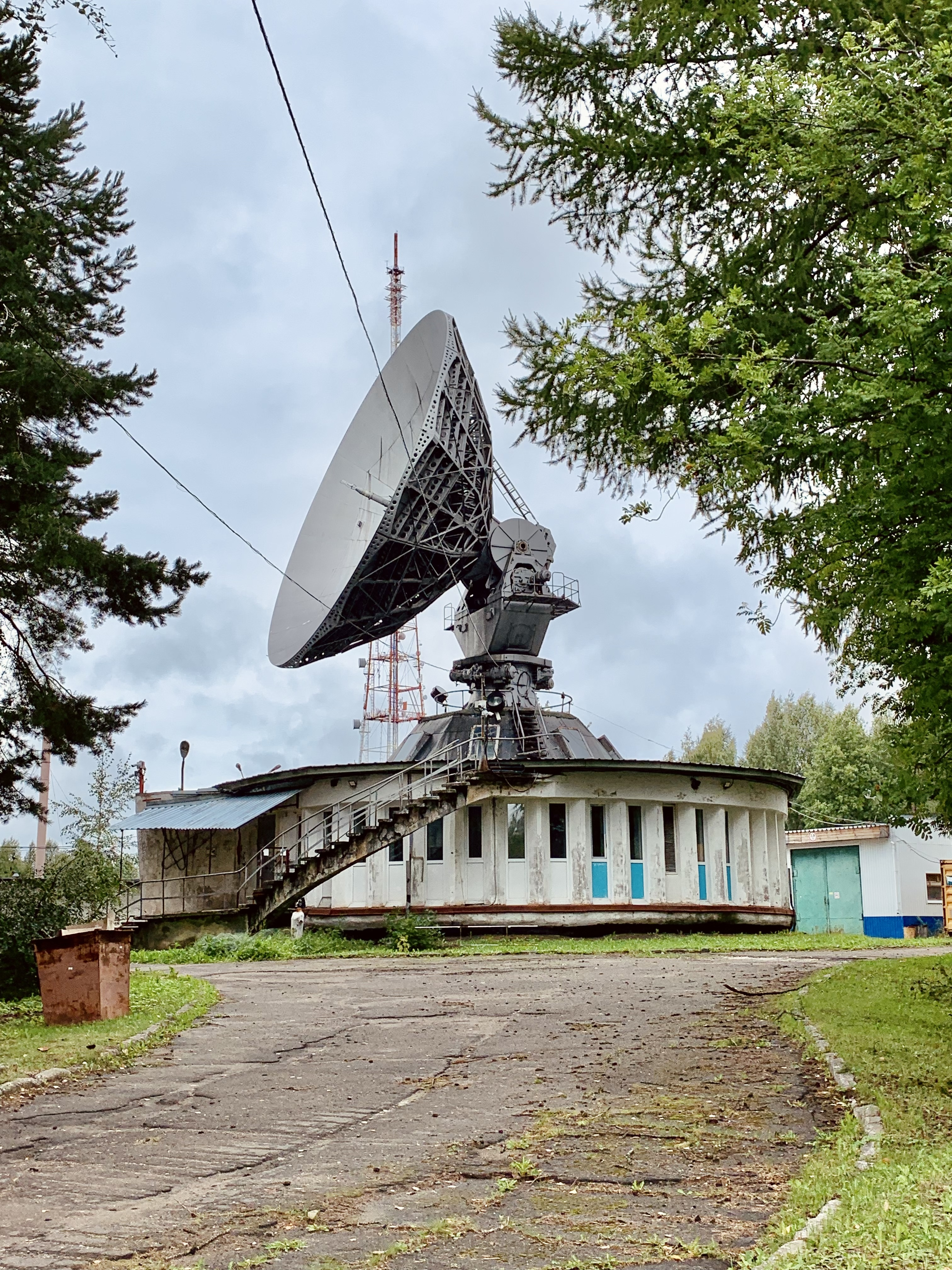
Станция «Орбита», расположенная в одноимённом микрорайоне

1 мая 1964 года по сыктывкарскому телевидению впервые транслировалась передача, созданная на городской студии — репортаж с первомайской демонстрации. А 2 июля 1964 года состоялось торжественное открытие Сыктывкарской студии телевидения. В октябре 1967 года в Сыктывкаре начала работать телеприёмная станция «Орбита», которая позволила принимать передачи Центрального телевидения из Москвы. В 1970 году начала действовать радиорелейная линия Киров-Сыктывкар, позволившая принимать телепередачи центрального телевидения по первой программе. В 1981 году Сыктывкарский телецентр стал вести передачи в цветном изображении.
В Сыктывкаре транслируются федеральные каналы, а также местные (ГТРК «Коми Гор» и телеканал «Юрган»), вещающие как на русском, так и на коми языке. Телеканал «Юрган» вещает в эфире телеканала ОТР в составе первого мультиплекса цифрового телевидения России на территории Республики Коми, а также посредством кабельного, спутникового телевидения и в пакетах IP-телевидения.
Сеть эфирного телевещания:
| ТВК/ Частота, МГц | Канал/Станция |
| ----------------- | ------------- |
| 33 (570)          | Солнце        |
| 26 (514)          | РТРС-1        |
| 34 (578)          | РТРС-2        |

В городе действуют два кабельных оператора: ООО «Кабельвидеоэфир» и ООО «МедиаИнформ». Также есть возможность воспользоваться услугами IP-телевидения от «Ростелеком».

### Радиостанции
- 88,3 МГц «Вести FM»;
- 90,4 МГц «Радио Шансон»;
- 90,8 МГц «Радио Маяк»;
- 91,6 МГц «Радио России» / «ГТРК Коми Гор»;
- 92,0 МГц «Детское радио»;
- 95,7 МГц «Радио Пи FM»;
- 98,9 МГц «Радио Дача»;
- 99,3 МГц «Радио Звезда»;
- 99,9 МГц «Юмор FM»;
- 100,3 МГц «Европа Плюс»;
- 100,8 МГц «Comedy Radio»;
- 101,3 МГц «Новое Радио»;
- 101,8 МГц «Авторадио»;
- 102,3 МГц «Love Radio»;
- 102,7 МГц «Хит FM»;
- 103,2 МГц «DFM»;
- 103,8 МГц «Ретро FM»;
- 104,2 МГц «Радио Рекорд»;
- 104,8 МГц «Дорожное радио»;
- 105,2 МГц «Русское радио»;
- 105,6 МГц «Радио МИР»;

### Газеты
В городе издаются газеты «Трибуна», «Республика» (первый номер вышел 4 января 1991 года, издание правительства и Госсовета Коми), «Источник Новостей — Сыктывкар», «Pro Город Сыктывкар», «Панорама столицы» и другие.
Информационные агентства
Молодёжный портал Республики Коми «Твоя Параллель», информационный портал «Сити11. Сайт города Сыктывкар»

## Внутригосударственные связи и сотрудничество
Сыктывкар — член Союза российских городов.

### Внутригосударственные мероприятия и события
19-20 июня 1933 — визит в Сыктывкар президента Академии наук СССР, академика А. П. Карпинского для оказания помощи в научном изучении природных богатств Коми области. Академик выступил на совместном заседании обкома ВКП (б) и президиума облисполкома.
25-28 октября 1951 — в Сыктывкаре состоялся пленум Коми обкома ВКП (б), в котором принял участие инспектор ЦК партии Ю. В. Андропов, в будущем Генеральный секретарь ЦК КПСС, Председатель Президиума Верховного Совета СССР.
17-22 августа 1961 — в Сыктывкаре состоялись торжественные мероприятия, посвящённые 40-летию Коми автономии, в которых приняли участие делегации 15 автономных республик, областей, национальных округов и Ленинграда.
20-21 июля 1972 — визит в Сыктывкар президента Академии наук СССР М. В. Келдыша для знакомства с работой Коми филиала АН СССР.
3-5 марта 1975 — визит в Сыктывкар делегации министров во главе с Председателем Совета министров СССР А. Н. Косыгиным. Это первый визит председателя правительства страны в Коми. А. Н. Косыгин посетил Сыктывкарский ЛПК.
13 июня 1980 — визит секретаря Президиума Верховного Совета СССР М. П. Георгадзе, вручившего орден Трудового Красного Знамени, которым Сыктывкар был награждён Указом Президиума Верховного Совета СССР от 4 февраля 1980.
7 февраля 1989 — визит в Сыктывкар Председателя Совета министров СССР Н. И. Рыжкова.
19 мая 1989 — Сыктывкар посетил академик А. Д. Сахаров для поддержки на повторных выборах кандидата в народные депутаты СССР, учёного и правозащитника Р. И. Пименова.
10-11 июня 1991 — Председатель Верховного Совета РСФСР Б. Н. Ельцин совершил рабочую поездку в Воркуту и Сыктывкар, где подписал распоряжение Верховного Совета РСФСР «О регулировании хозяйственной деятельности на территории Коми ССР», расширявшее экономическую самостоятельность республики.
26 сентября 1995 — Сыктывкар посетил премьер-министр России В. С. Черномырдин.
6-9 мая 1996 — первый в истории Коми визит в Сыктывкар патриарха Московского и всея Руси Алексия II. Патриарх Алексий II и Глава Республики Коми Ю. А. Спиридонов заложили первый камень в фундамент Свято-Стефановского кафедрального собора.
27 февраля 2002 — в Сыктывкаре состоялась учредительное собрание регионального отделения партии «Союз правых сил», в котором принял участие Б. Е. Немцов.
13-16 апреля 2004 — в Сыктывкаре состоялись XIV геологический съезд Республики Коми и Всероссийское совещание «Геология и минеральные ресурсы северо-востока России».
21-22 апреля 2005 — в Сыктывкаре состоялся I Северный социально-экологический конгресс (в 2006 г. — II; в 2007 г. — III; в 2008 г. — IV конгресс).
1-2 октября 2005 — Сыктывкар посетил митрополит Смоленский и Калининградский Кирилл, будущий патриарх.
6 апреля 2006 — первый визит в Сыктывкар Президента В. В. Путина, который провёл рабочее совещание по вопросам лесного хозяйства и лесопромышленного комплекса. В рамках визита состоялся Межрегиональный лесной форум.
14-16 ноября 2007 — в Сыктывкаре состоялся I Северный инвестиционный форум в целях повышения информированности инвесторов об инвестиционном потенциале Республики Коми.
28 сентября 2010 — визит в Сыктывкар Председателя Правительства В. В. Путина, который провёл рабочее совещание по вопросу «Реализация инвестиционных проектов в России».
23 ноября 2010 — визит в Сыктывкар Президента Д. А. Медведева, который провёл заседание президиума Государственного Совета РФ по вопросам развития современной инфраструктуры жилищно-коммунального комплекса.
17-18 июня 2014 — в Сыктывкаре состоялся ХХХIV съезд Союза городов Заполярья и Крайнего Севера, в котором приняли участие делегаты 39 северных городов России.
25-28 ноября 2022 — в Сыктывкаре в рамках Года культурного наследия народов России состоялись I молодёжные Арктические Дельфийские игры, в которых приняли участие 600 чел. из разных регионов страны, в первую очередь арктических.

## Международные связи и сотрудничество

### Города-побратимы и города-партнёры
Сыктывкар имеет 5 городов-побратимов и 4 иностранных дружественных города:
| 1. Дебрецен, Венгрия (с 1992) 2. Кульера, Испания (с 1997) 3. Ловеч, Болгария (с 1980) 4. Лос-Альтос, США (с 1989) 5. Тайюань, Китай (с 1994) |  | 1. Бишкек, Кыргызстан (с 2014) 2. Вахтендонк, Германия (с 2007) 3. Лаппеенранта, Финляндия (с 2018) 4. Могилёв, Беларусь (с 2012) |

С 1970 года в Сыктывкаре работало Консульское агентство, с 1973 — Консульство, с 1981 — Генеральное консульство Народной Республики Болгария (с 1990 — Республика Болгария). Закрыто в 1997 году.
В городах Лос-Альтос и Дебрецен установлены указатели направления к Сыктывкару и расстояния до него.

### Международные мероприятия и события
28 мая 1968 в Сыктывкаре организовано Коми отделение Общества советско-болгарской дружбы.
18-22 марта 1972 в Сыктывкаре состоялись торжественные мероприятия, посвящённые 24-й годовщине подписания Договора о дружбе, сотрудничестве и взаимопомощи между СССР и Болгарией, в которых принял участие лётчик-космонавт А. С. Елисеев, удостоенный звания «Почётный гражданин города Сыктывкара».
9 апреля 1976 в Сыктывкар прибыл с официальным визитом премьер-министр Швеции Улоф Пальме.
27 мая 1980 подписан Договор о побратимских отношениях Коми АССР и Ловечского округа. Сыктывкар и Ловеч стали городами-побратимами.
В 1989 году состоялся визит в Сыктывкар американской делегации из города Лос-Альтос. Подписан Договор о побратимских отношениях, который был продлён на 10 лет в 1998 году.
В 1992 году подписан Договор о побратимских отношениях с венгерским городом Дебреценом.
22 июня 1993 состоялся визит президента Венгрии Арпада Генца.
В 1994 году подписан Договор о побратимских отношениях с китайским городом Тайюань. В рамках побратимских отношений неоднократно подписывались соглашения о сотрудничестве в области культуры и искусства, об обмене творческими делегациями.
В августе 1997 подписан Договор об установлении побратимских отношений с испанским городом Кульера, оформлено соглашение о сотрудничестве и партнёрстве в сфере экономики, культуры, туризма между городами.
10-11 февраля 1998 состоялся официальный визит президента Беларуси Александра Лукашенко в Сыктывкар.
4 сентября 2003 Сыктывкар посетила китайская делегация из города Тайюань по случаю его 2500-летия. Подписан Договор о побратимских отношениях между городами.
21 августа 2006 подписан Протокол о намерениях сотрудничества между администрацией Сыктывкара и мэрией города Кемер в Турции.
29 октября 2007 подписано Соглашение между Народным правительством города-побратима Тайюань и администрацией города Сыктывкара.
1 ноября 2007 по инициативе Немецкой национально-культурной автономии в Республике Коми подписано Соглашение о сотрудничестве между администрацией города Сыктывкара и администрацией города Вахтендонк в Германии.
В августе 2010 состоялся визит американской делегации из Лос-Альтоса во главе с мэром города Дэвидом Казасом для участия в торжественных мероприятиях, посвящённых 230-летию Сыктывкара.
19-22 марта 2013 состоялся визит белорусской делегации во главе с председателем Могилёвского городского Совета депутатов Ф. К. Михеенко. Подписано Соглашение об установлении и развитии торгово-экономических, научно-технических и культурных связей между городами.
10-13 октября 2013 состоялся визит китайской делегации во главе с заместителем генерального секретаря Народного правительства Тайюаня госпожой Пан Хун. Подписаны Соглашение о культурном обмене и Протокол о намерениях.
10-13 июня 2014 состоялся визит болгарской делегации во главе с кметом общины Ловеча М. С. Казанджиевым для участия в торжественных мероприятиях, посвящённых Дню города и Дню России. Подписан Протокол к Соглашению о дальнейшем развитии побратимских отношений между городами.
21-22 ноября 2014 состоялся визит китайской делегации во главе с заведующим секцией канцелярии по иностранным делам и делам зарубежных китайцев Народного правительства Тайюаня господином Цзэн Цзожэнь. Подписан Дополнительный протокол к Соглашению о культурном обмене между городами.
24 марта 2018 состоялся визит мэра города Лаппеенранта (Финляндия) Киммо Ярва. Подписано Соглашение о дружественных отношениях между городами.
11-14 июня 2018 Сыктывкар посетила болгарская делегация во главе с кметом общины Ловеча К. Д. Мариновой. Подписано Соглашение о развитии побратимских отношений между городами.

### Финно-угорское сотрудничество и культурный обмен
Современный Сыктывкар является местом проведения различных международных мероприятий в рамках финно-угорского сотрудничества и культурного обмена.
В 1950 — 70-е годы сотрудничество в этой области практически не выходило за рамки СССР:
- В 1950 в Сыктывкаре состоялась II Всесоюзная конференция финно-угроведов.
- 25-30 июня 1965 в Сыктывкаре состоялась очередная Всесоюзная конференция финно-угроведов — первая научная конференция в Коми АССР.
- 26-29 июня 1979 в Сыктывкаре проходила XVI Всесоюзная конференция финно-угроведов.

С середины 1980-х Сыктывкар становится постоянным местом проведения различных международных и межэтнических событий:
- 24-30 июля 1985 в Сыктывкаре проходил VI Международный конгресс финно-угроведов.
- 11-12 января 1991 в Сыктывкаре состоялся I Съезд коми народа, на котором избран Комитет возрождения коми народа.
- 20 февраля 1992 в Сыктывкаре на собрании полномочных представителей финно-угорских народов основана Ассоциация финно-угорских народов России. Была принята Декларация о создании межрегиональной, межэтнической организации Российской Федерации. В состав организации входят представители финно-угорских и самодийских народов России. VI Съезд Ассоциации также прошёл в Сыктывкаре 27-29 сентября 2017.
- 1-3 декабря 1992 в Сыктывкаре проходил Первый Всемирный конгресс финно-угорских народов. Присутствовало 14 делегаций народов России, Венгрии, Финляндии, Эстонии, три парламентские делегации. В работе конгресса приняло участие 278 делегатов. Были приняты декларация об основных принципах, целях и задачах сотрудничества финно-угорских народов; создан Консультативный комитет финно-угорских народов.
- 20 августа 1997 в Сыктывкаре состоялся I Фестиваль балетного искусства финно-угорских государств и регионов «Зарни джыджъяс» (с коми — «Золотые ласточки»)[131][162]. VI фестиваль проходил в Сыктывкаре 12-23 сентября 2018.
- 20 августа 1998 в Сыктывкаре состоялся V Международный конгресс финно-угорских писателей.
- 10-14 мая 1999 в Сыктывкаре проходила XIV Международная конференция финно-угорских студентов IFUSCO, организованная Молодёжной ассоциацией финно-угорских народов (МАФУН). В ней участвовали более 80 студентов из Финляндии, Венгрии, Эстонии, Германии, Австрии, Чехии и Японии, 50 — из Республики Коми, более 20 — из других регионов России.
- 4 июля 2000 в Сыктывкаре состоялся I Международный финно-угорский фестиваль театрального творчества для детей и юношества «Ен дзирд» (с коми — «Божественная искорка»). Фестиваль проходил в Сыктывкаре снова 15-22 июня 2003.
- 24 ноября 2002 в Сыктывкаре в рамках празднования 10-летия Всемирного конгресса финно-угорских народов состоялась конференция «Финно-угорский мир: реальность и перспективы».
- 1-4 июля 2004 в Сыктывкаре состоялась III Всероссийская конференция финно-угроведов.
- 27 апреля 2007 в Сыктывкаре создан Финно-угорский культурный центр для обеспечения государственной поддержки в организации мероприятий по сохранению традиционных культур, языков, устного и письменного наследия финно-угорских народов.
- 21-22 октября 2009 в Сыктывкаре состоялся Х Российско-Финляндский культурный форум.
- В октябре 2009 в Сыктывкаре состоялся I Международный фестиваль визуальных искусств «Туйвеж» (с коми — «Перекресток») — конкурс современного кино- и фотоискусства финно-угорских народов. В 2021 году состоялся VII фестиваль.

## Почётные граждане города Сыктывкара
Звание «Почётный гражданин города Сыктывкара» было установлено в 1967 и впервые присвоение почётного звания состоялось 3 ноября 1967. Вместе со званием вручались диплом, нагрудная лента, нагрудный знак и удостоверение. С 1967 по 1992 нагрудная лента была цветов флага РСФСР с изображением герба РСФСР и надписью «Почётный гражданин города Сыктывкара». Имена почётных граждан заносились в специальную книгу — летопись. В 1996 дизайн нагрудной ленты был изменён на цвета флага Республики Коми с изображением герба города Сыктывкара. С этого времени почётным гражданам стало выдаваться свидетельство.
Звание «Почётный гражданин города Сыктывкара» присваивается гражданам, имеющим особые заслуги перед городом и его жителями в течение своей трудовой и общественной деятельности и постоянно проживающим в городе Сыктывкаре не менее 20 лет. Традиционно Почётному гражданину города Сыктывкара в День города 12 июня в торжественной обстановке вручаются диплом, лента, удостоверение и денежная премия в сумме 10 тысяч руб. Лицам, имеющим звание «Почётный гражданин города Сыктывкара», предоставляется ежемесячная денежная выплата в размере 7 тысяч руб.
В здании администрации муниципального образования размещён стенд, посвящённый почётным гражданам города, который содержит портреты и краткую информацию о жителях, удостоенных этого звания. Всего за период с 1967 по 2020 звание «Почётный гражданин города Сыктывкара» было присвоено 45 жителям города, представляющим различные отрасли экономики и социальной сферы, в том числе 12 представителям отраслей экономики города (из них 8 строителям), 19 представителям отраслей социальной сферы (в том числе 4 работникам отрасли образования, 5 — здравоохранения, 4 — культуры и искусства, 3 — физкультуры и спорта, 3 — науки), 14 представителям иных сфер деятельности (в том числе 4 общественным деятелям).

### 1967—1991
- Захаров, Борис Иванович (1967) — заслуженный учитель школы Коми АССР и РСФСР, директор средней школы № 12;
- Лятиева, Вера Ивановна (1967) — общественный деятель, партийный и хозяйственный работник;
- Попова, Елена Игнатьевна (1967) — каменщица треста «Сыктывкарстрой»;
- Чебанов, Иван Иванович (1967) — врач-хирург, заведующий травматологическим отделением Коми республиканской больницы;
- Мишуков, Александр Васильевич (1968) — работник Сыктывкарского механического завода;
- Раевский, Алексей Семёнович (1971) — водитель пассажирского автобуса Сыктывкарской пассажирской автоконторы;
- Холопов, Иван Михайлович (1971) — работник Сыктывкарского лесопильно-деревообрабатывающего комбината;
- Галицкая, Галина Николаевна (1972) — строитель-отделочник треста «Сыктывкарстрой»;
- Елисеев, Алексей Станиславович (1972) — дважды Герой Советского Союза, лётчик-космонавт, который посетил Сыктывкар в 1972;
- Аврамова, Анна Григорьевна (1976) — бригадир штукатуров-маляров треста «Комистрой»;
- Захарова, Зинаида Ивановна (1976) — мастер по пошиву и ремонту одежды фабрики «Снежинка» объединения «Комишвейбыт»;
- Католиков, Александр Александрович (1982) — народный учитель СССР, директор Сыктывкарской школы-интерната № 1 для детей-сирот;
- Щёголева, Алевтина Ивановна (1982) — врач-гинеколог, заместитель главного врача Коми республиканской больницы и Республиканского перинатального центра.
- Эйхман, Нина Епифановна(1984) — заслуженный учитель школы Коми АССР, заместитель директора по учебной работе «МАОУ» СОШ № 25

### 1991—2022
- Сметанина, Раиса Петровна (1992) — чемпионка Олимпийских игр, мира и СССР по лыжным гонкам;
- Витязева, Валентина Александровна (1996) — учёный-географ, первый ректор Сыктывкарского государственного университета;
- Федюнева, Нина Сергеевна (1996) — врач городского родильного дома;
- Новосельцев, Виталий Иванович (1997) — главный врач скорой неотложной помощи;
- Рочев, Василий Павлович (1997) — чемпион Олимпийских игр, мира, Европы и СССР по лыжным гонкам;
- Бажуков, Николай Серафимович (2000) — чемпион Олимпийских игр и СССР по лыжным гонкам;
- Гагиев, Гавриил Иванович (2001) — учёный-биолог, директор Печорской сельскохозяйственной опытной станции и Государственной сельскохозяйственной опытной станции Коми АССР;
- Рощевский, Михаил Павлович (2001) — учёный-физиолог, действительный член Академии наук СССР, председатель Президиума Коми филиала АН СССР и Коми научного центра Уральского отделения Российской академии наук;
- Балашов, Валентин Лаврович (2003) — общественный деятель, наставник молодёжи;
- Юшков, Геннадий Анатольевич (2003) — писатель, общественный деятель Республики Коми;
- Окатов, Александр Михайлович (2006) — государственный и общественный деятель Республики Коми;
- Трапер, Леонид Семёнович (2006) — инженер-строитель, главный инженер, генеральный директор ООО «Сыктывкаргорстрой»;
- Юшкин, Николай Павлович (2006) — учёный-геолог, действительный член Российской академии наук, директор Института геологии Коми научного центра Уральского отделения Российской академии наук;
- Большаков, Николай Михайлович (2007) — учёный-экономист, педагог, директор Сыктывкарского лесного института;
- Кобыляцкий, Станислав Назарович (2008) — инженер-строитель, управляющий треста «Комисельстрой», генеральный директор ОАО «Комижилстрой»;
- Трофимов, Евгений Никитович (2008) — государственный деятель, член Совета Федерации Федерального Собрания России, генерал-лейтенант милиции;
- Кулаков, Иван Егорович (2010) — государственный и общественный деятель, председатель Государственного Совета Республики Коми;
- Морозов, Иван Павлович (2010) — государственный и общественный деятель, первый секретарь Коми обкома КПСС;
- Борисов, Евгений Николаевич (2011) — государственный и общественный деятель, председатель Государственного Совета Республики Коми;
- Ладанов, Борис Иванович (2011) — государственный и общественный деятель, председатель Сыктывкарского городского Совета депутатов трудящихся;
- Непеин, Алексей Васильевич (2012) — государственный и общественный деятель, первый секретарь Сыктывкарского горкома КПСС;
- Стрекалов, Василий Иванович (2012) — общественный деятель, председатель Совета ветеранов Сыктывкарского ликёроводочного завода;
- Николаев, Герман Борисович (2013) — инженер-строитель, руководитель строительных предприятий «Комитяжстрой», «Главкомистрой» и других;
- Сосновская, Ольга Александровна (2015) — певица, солистка Государственного театра оперы и балета Республики Коми;
- Пыстин, Владимир Тихонович (2016) — общественный деятель, председатель Совета ветеранов Сыктывкара;
- Уланова, Тамара Александровна (2016) — инженер-строитель, генеральный директор ООО «Горстрой»;
- Захаров, Борис Эрвандович (2017) — главный врач Республиканского госпиталя ветеранов войн и участников боевых действий;
- Моисеенко, Алексей Васильевич (2017) — певец, солист Коми республиканской филармонии;
- Питирим (Волочков), Павел Павлович (2018) — архиепископ Сыктывкарский и Коми-зырянский;
- Худяев, Вячеслав Иванович (2018) — государственный и общественный деятель, председатель Совета Министров Коми АССР;
- Герцман, Михаил Львович (2019) — общественный деятель, композитор, педагог;
- Закиматов, Борис Алексеевич (2019) — участник строительства Сыктывкарского ЛПК, бригадир плотников-бетонщиков треста «Комижилстрой», Герой Социалистического Труда;
- Липатников, Владимир Иванович (2020) — государственный и партийный деятель, председатель Сыктывкарского горисполкома;
- Медовкина, Нина Ивановна (2020) — общественный деятель, председатель Эжвинского районного совета общественной организации ветеранов (пенсионеров) войны, труда, Вооружённых сил и правоохранительных органов;
- Оботуров, Юрий Николаевич (2020) — деятель физической культуры и спорта, почётный тренер Республики Коми;
- Рогачёв, Михаил Борисович (2021) — общественный деятель, кандидат исторических наук, главный редактор Коми республиканского мартиролога жертв политических репрессий «Покаяние»;
- Крупенько, Аркадий Степанович (2021) — политический и общественный деятель, организатор и почётный председатель Белорусской национально-культурной автономии;
- Опацкий, Алексей Михайлович (2022) — капитан полиции, командир взвода ОМОН «Зырянин», погиб 7 марта 2022 года в городе Изюм в ходе вторжения России на Украину;
- Безуглая, Татьяна Владимировна (2022) — заслуженный врач Российской Федерации, заместитель главного врача по лечебной работе Республиканской инфекционной больницы.

## Известные горожане и уроженцы
- Сорокин, Питирим Александрович (1889—1968) — русско-американский социолог, коми этнограф, общественный деятель, депутат Государственной Думы от Яренского уезда[165].
- Чернов, Александр Александрович (1877—1963) — советский учёный-геолог, Герой Социалистического Труда. С 1949 работал в Сыктывкаре заведующим геологическим отделом, отделом четвертичной геологии и палеонтологическим отделом Института геологии Коми филиала Академии Наук СССР[165].
- Панев, Зосима Васильевич (1914—1994) — партийный и советский деятель, председатель Совета Министров Коми АССР с 1950 по 1963 год, председатель Президиума Верховного Совета Коми АССР с 1972 по 1984 год. Избирался делегатом XIX—XXII съездов КПСС[165].
- Цембер, Андрей Андреевич (1874—1959) — общественный деятель, первый архивист, краевед в Республике Коми[165].
- Сметанина, Раиса Петровна (1952) — советская и российская лыжница, четырёхкратная олимпийская чемпионка, заслуженный мастер спорта СССР.
- Габова, Елена Васильевна (1952) — писательница, автор книг для детей и подростков, переводчица, Народный писатель Республики Коми.

## Мероприятия, проводимые в Сыктывкаре
В Сыктывкаре и пригородах регулярно проводятся культурные и спортивные мероприятия, различные выставки и фестивали. Среди наиболее известных и посещаемых из них:
- День города (12 июня);
- День Республики Коми (22 августа)[166];
- День коми письменности (каждое третье воскресенье мая)[167];
- «Широкая Масленица»[168];
- «Шондібан» (с коми — «Лик солнца») — республиканский праздник народного художественного творчества[169];
- «Сыктывкарса тулыс» (с коми — «Сыктывкарская весна») — международный фестиваль оперного и балетного искусства[170];
- «Мастер года» — республиканская выставка декоративно-прикладного искусства и народных художественных промыслов[171];

## Прочие сведения
13 февраля 1933 года президиум Сыктывкарского горсовета запретил колокольный звон в Троицком соборе как мешающий трудящимся города. 2 марта 1933 года президиум ВЦИК постановил ликвидировать здание Троицкого собора в Сыктывкаре.
1 ноября 1929 года в город прибыла экспедиция Союзкино под руководством Н. Лебедева. Съёмки документального фильма «Советский Север» начали с Усть-Сысольска и окрестных сёл.
1 мая 1966 года под правительственной трибуной на Юбилейной площади Сыктывкара обезврежена бомба замедленного действия.
В 1990 году в Сыктывкаре снимались сцены к фильму …По прозвищу «Зверь», (режиссёр Александр Муратов). Несколько эпизодов фильма были сняты на сыктывкарском вокзале. В исправительно-трудовой колонии № 1 посёлка Верхний Чов снимали сцены о лагерной жизни. Съёмки проходили с участием настоящих офицеров по режиму и осуждённых.

### Комментарии
1. ↑   Народное название памятника — «Бабы жарят крокодила», что связано с тем, что с определённого ракурса венок похож на это земноводное[144].